# Hadamar
Hadamar ist eine Stadt mit 13.082 Einwohnern (31. Dezember 2024) im mittelhessischen Landkreis Limburg-Weilburg.
Sie grenzt an die Kreisstadt Limburg an der Lahn und liegt am Südrand des Westerwalds am Elbbach in einer Höhe von 120 bis 390 m ü. NHN.
Bekannt ist Hadamar für die am Stadtrand gelegene Vitos Klinik für Psychiatrie und Psychotherapie Hadamar, in deren Nebengebäuden sich die Gedenkstätte Hadamar befindet. Dort wird an die Ermordung von Menschen mit Behinderungen und psychischen Erkrankungen während der Zeit des Nationalsozialismus in der als Tötungsanstalt Hadamar benutzten Heil- und Pflegeanstalt Hadamar erinnert.

## Geografie

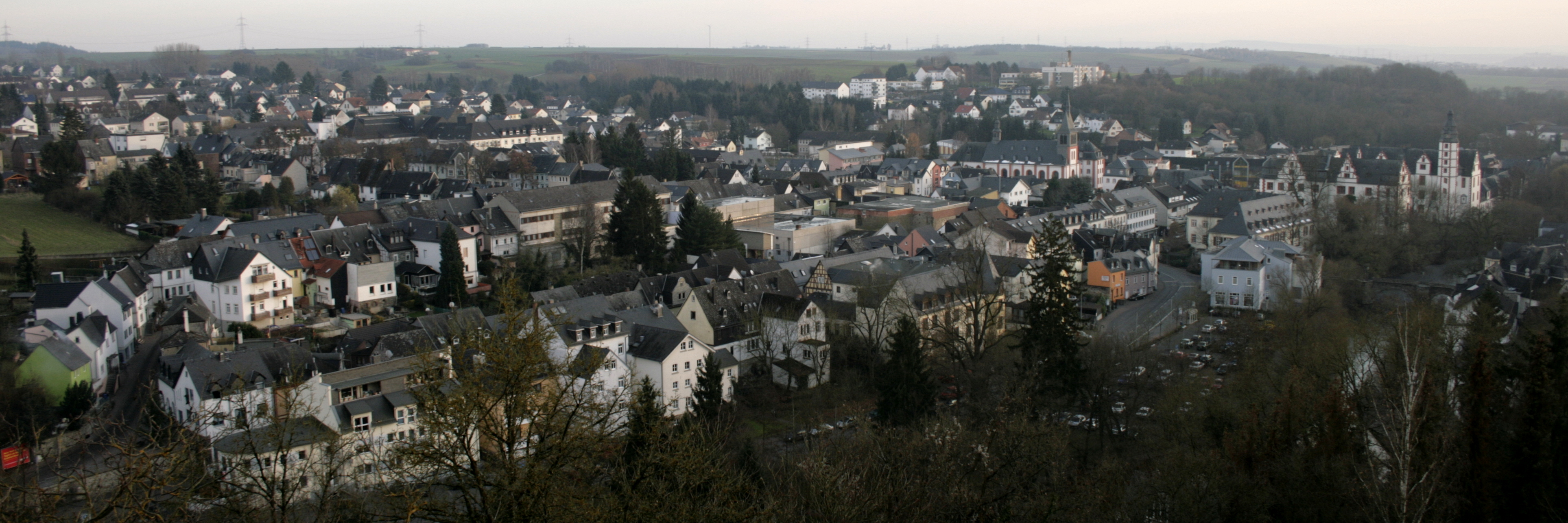
Blick auf den Stadtkern vom Mönchberg aus nach Osten

### Nachbargemeinden
Hadamar grenzt im Norden an die Gemeinden Dornburg, Elbtal und Waldbrunn, im Osten an die Gemeinde Beselich, im Süden an die Stadt Limburg und die Gemeinde Elz (alle im Landkreis Limburg-Weilburg), sowie im Westen an die Gemeinde Hundsangen (im Westerwaldkreis in Rheinland-Pfalz).

### Geologie
Die unteren Bodenschichten im Hadamarer Gebiet bestehen aus verwittertem Basalt, Schalstein, Diabas und Tonschiefer. Sie werden von starken Schichten aus Löss bedeckt.

### Klima
Der Jahresniederschlag liegt bei 739 mm.

### Wald

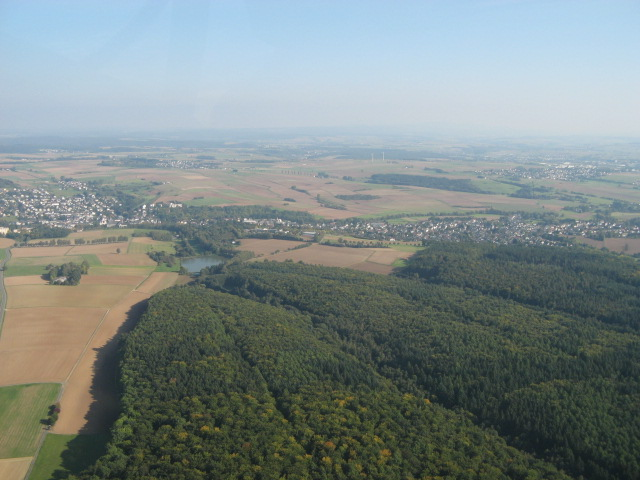
Luftbild des Waldes zwischen Hadamar-Niederhadamar, Elz-Malmeneich und Hundsangen

Die Stadt Hadamar verfügt über 612 Hektar Waldbesitz. Der größte Teil dieser Fläche befindet sich mit knapp 206 Hektar auf dem Gebiet des Stadtteils Niederhadamar, gefolgt von Niederzeuzheim mit 179 Hektar, Steinbach mit knapp 91, Oberzeuzheim mit 72, Oberweyer mit 35 und der Kernstadt mit knapp 30 Hektar. Der Wald in der Hadamarer Gemarkung gehört dem Wuchsbezirk „Nördliches Limburger Becken“ an. Die Baumarten im städtischen Wald gliedern sich in 38 Prozent Buche, 26 Prozent Fichte, 17 Prozent Eiche, 13 Prozent andere Laubholzarten, drei Prozent Kiefer, zwei Prozent Douglasie und ein Prozent Lärche.

### Stadtgliederung
Die Stadt besteht aus sechs offiziellen Stadtteilen.
| Stadtteil                     | Einwohner 1910 | Einwohner 2020 | Fläche in km² | Bevölkerungsdichte Einwohner/km² |
| ----------------------------- | -------------- | -------------- | ------------- | -------------------------------- |
| Hadamar (Kernstadt)           | 2.735          | 3.959          | 7,54          | 525,1                            |
| Niederhadamar (zur Kernstadt) | 1.193          | 4.149          | 8,50          | 488,1                            |
| Faulbach (zur Kernstadt)      | 138            | 145            | *             | *                                |
| Niederweyer                   | 132            | 198            | 1,36          | 145,6                            |
| Niederzeuzheim                | 877            | 1.514          | 7,65          | 197,9                            |
| Oberweyer                     | 560            | 864            | 4,16          | 207,7                            |
| Oberzeuzheim                  | 673            | 1.280          | 6,61          | 193,6                            |
| Steinbach                     | 641            | 1.170          | 6,15          | 190,2                            |
| Gesamtstadt Hadamar           | 6.811          | 13.279         | 40,97         | 324,1                            |

* Die Angaben zu Fläche und Bevölkerungsdichte von Faulbach sind in denen der Kernstadt enthalten.

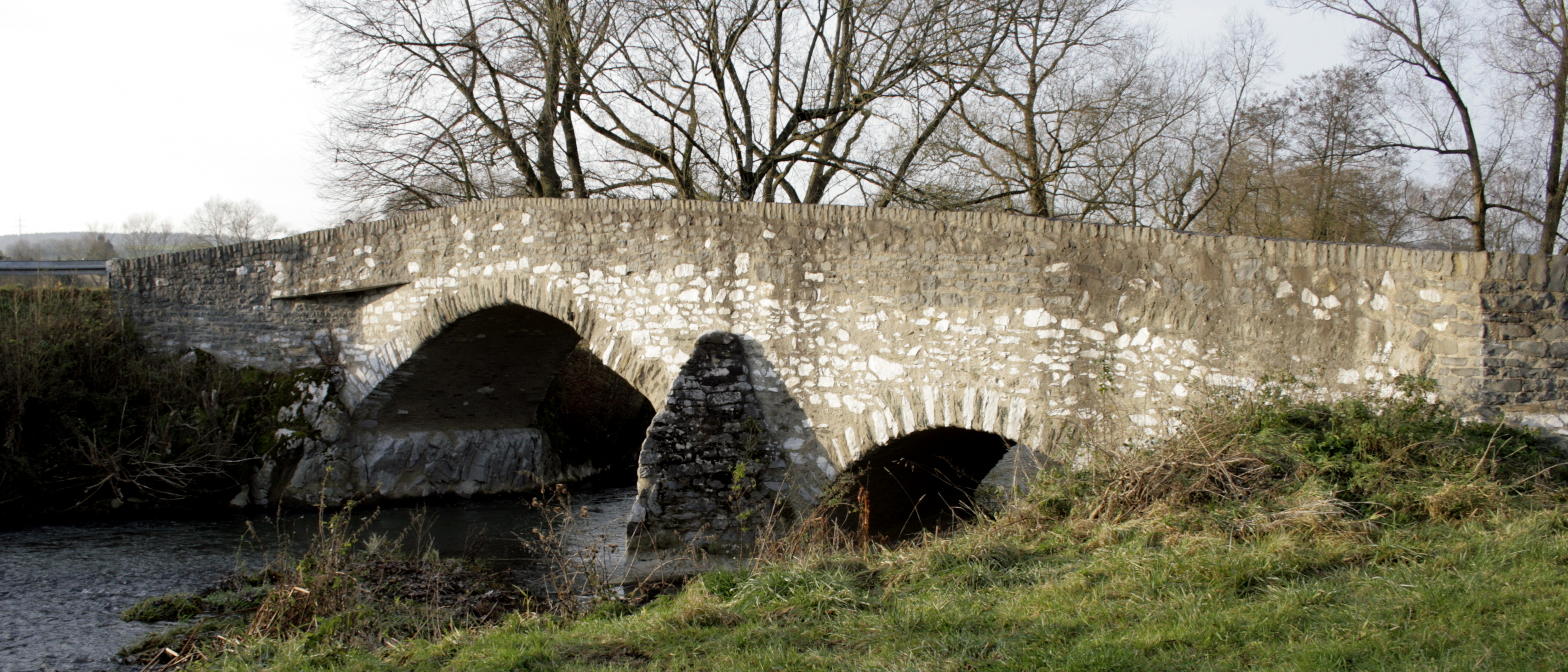
Wendelinbrücke in Niederhadamar
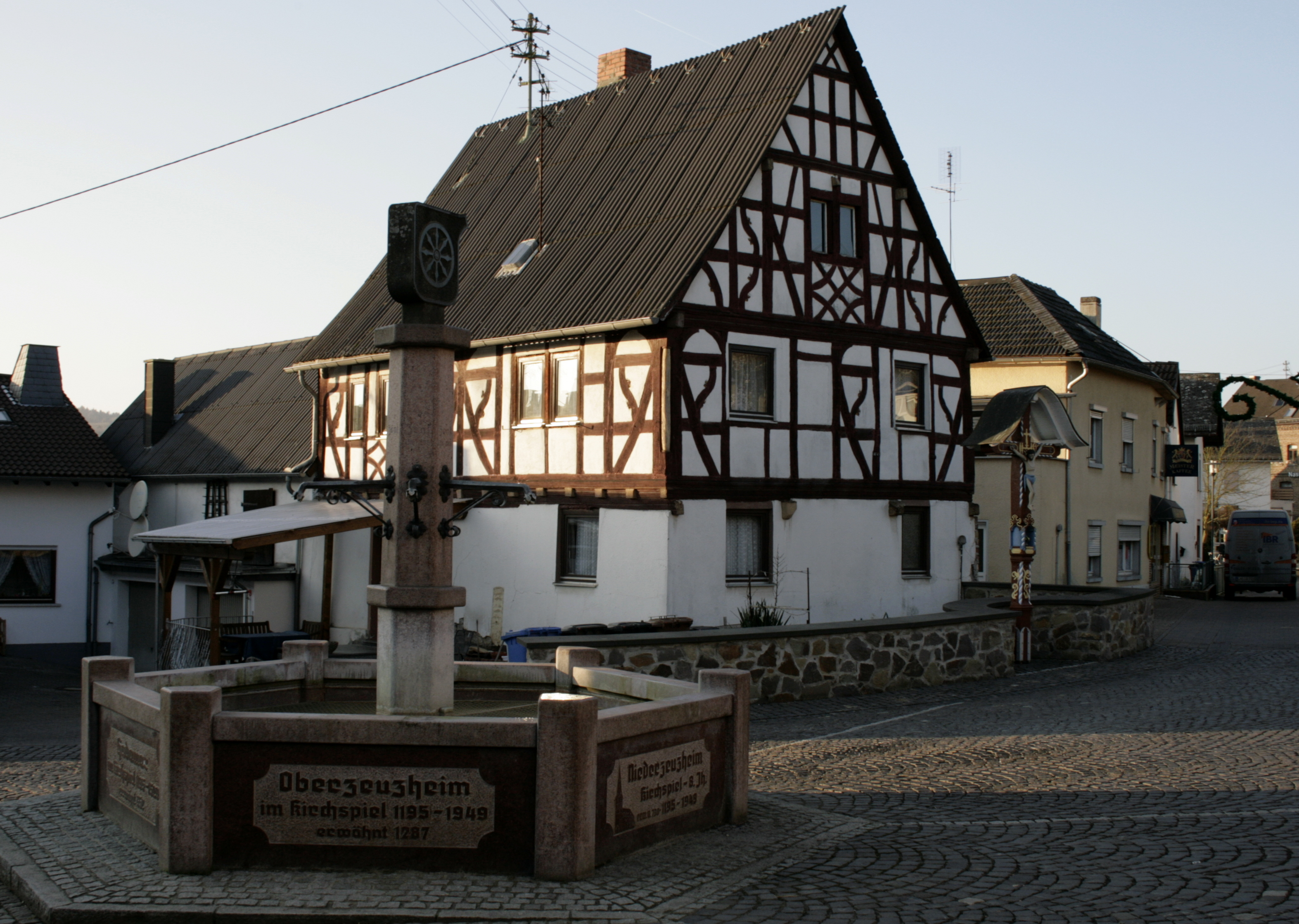
Brunnenplatz in Niederzeuzheim
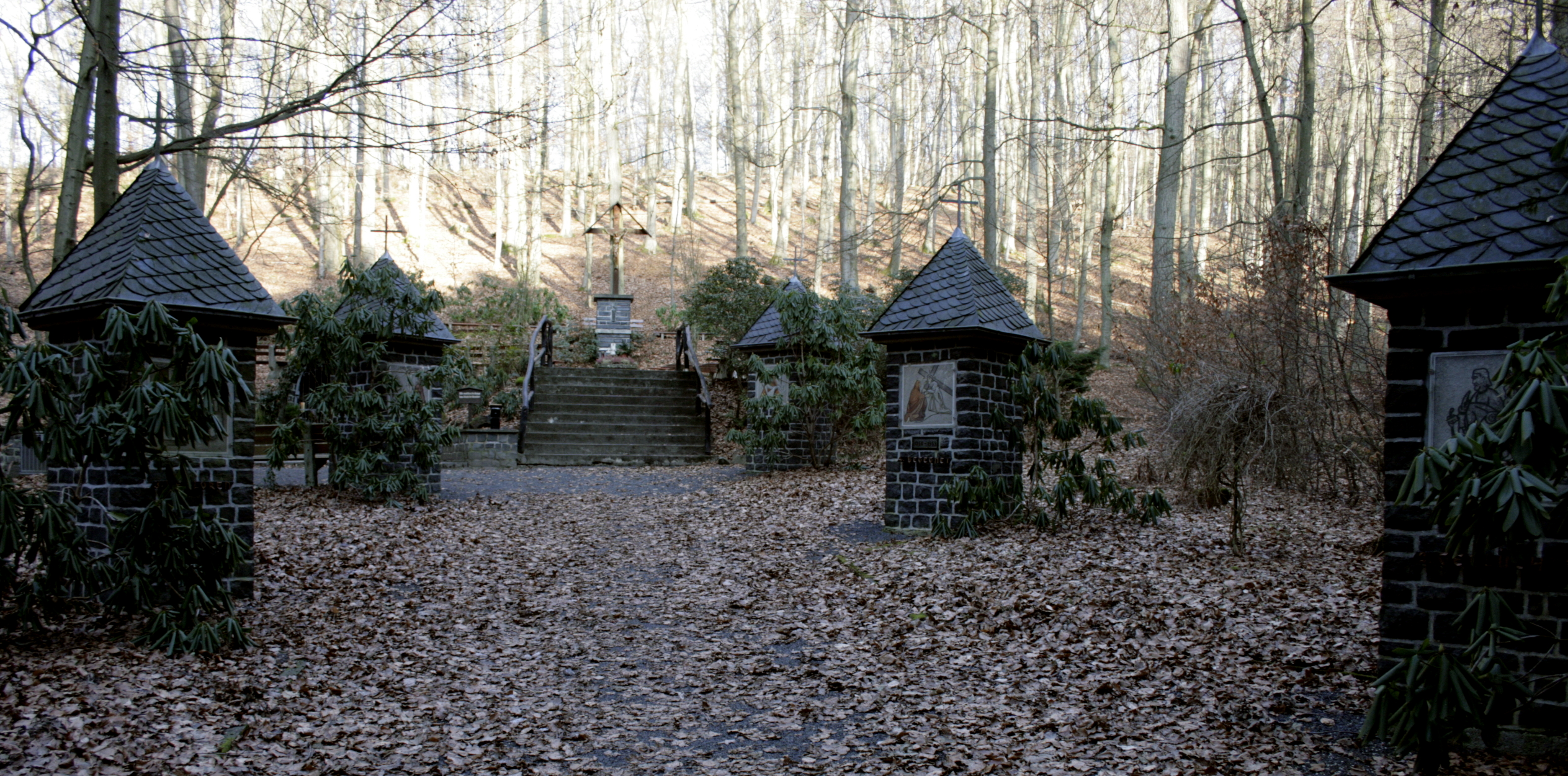
Wallfahrtsstätte Sieben Schmerzen – Sieben Wunden in Oberzeuzheim
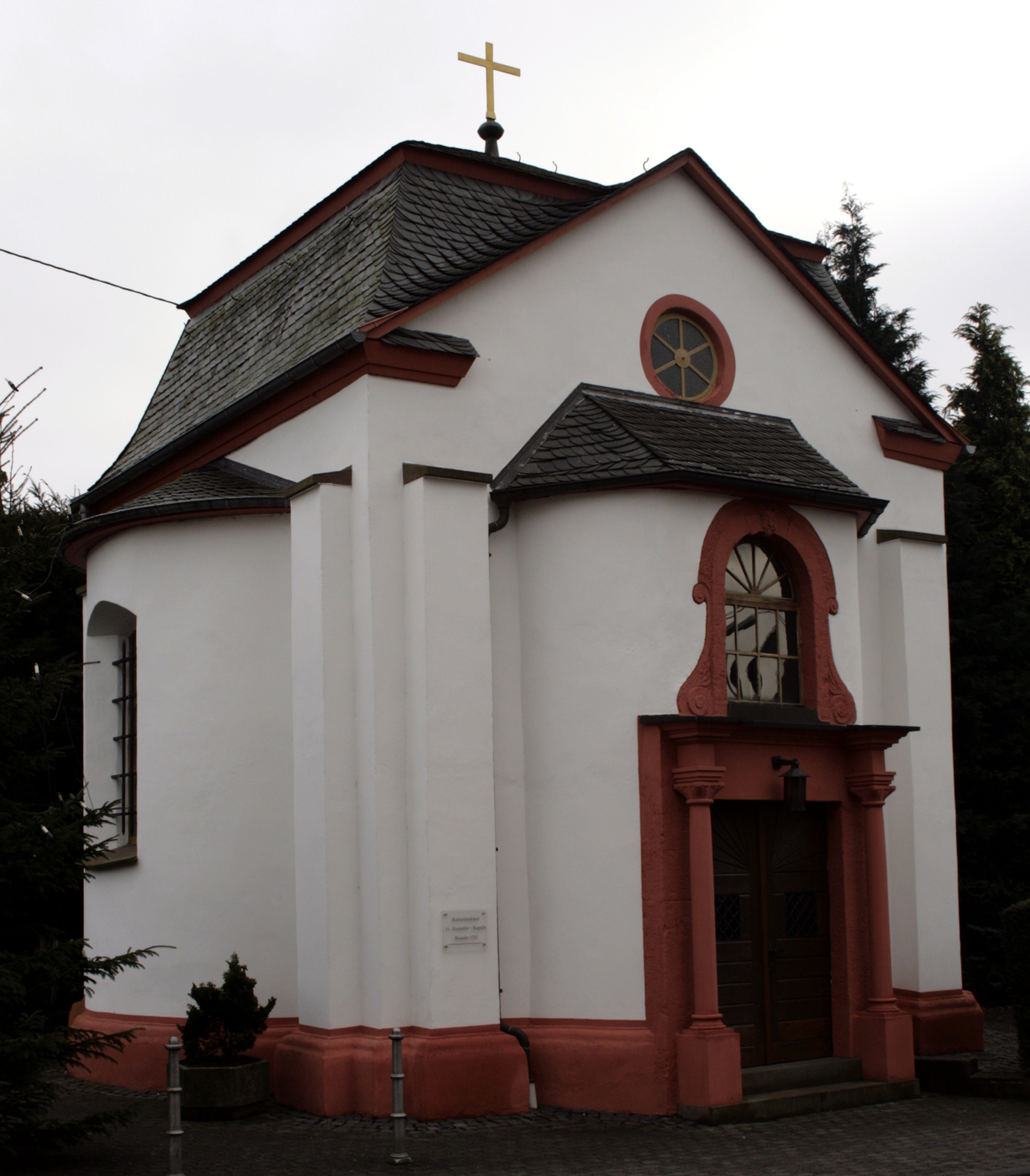
Nothelferkapelle in Steinbach
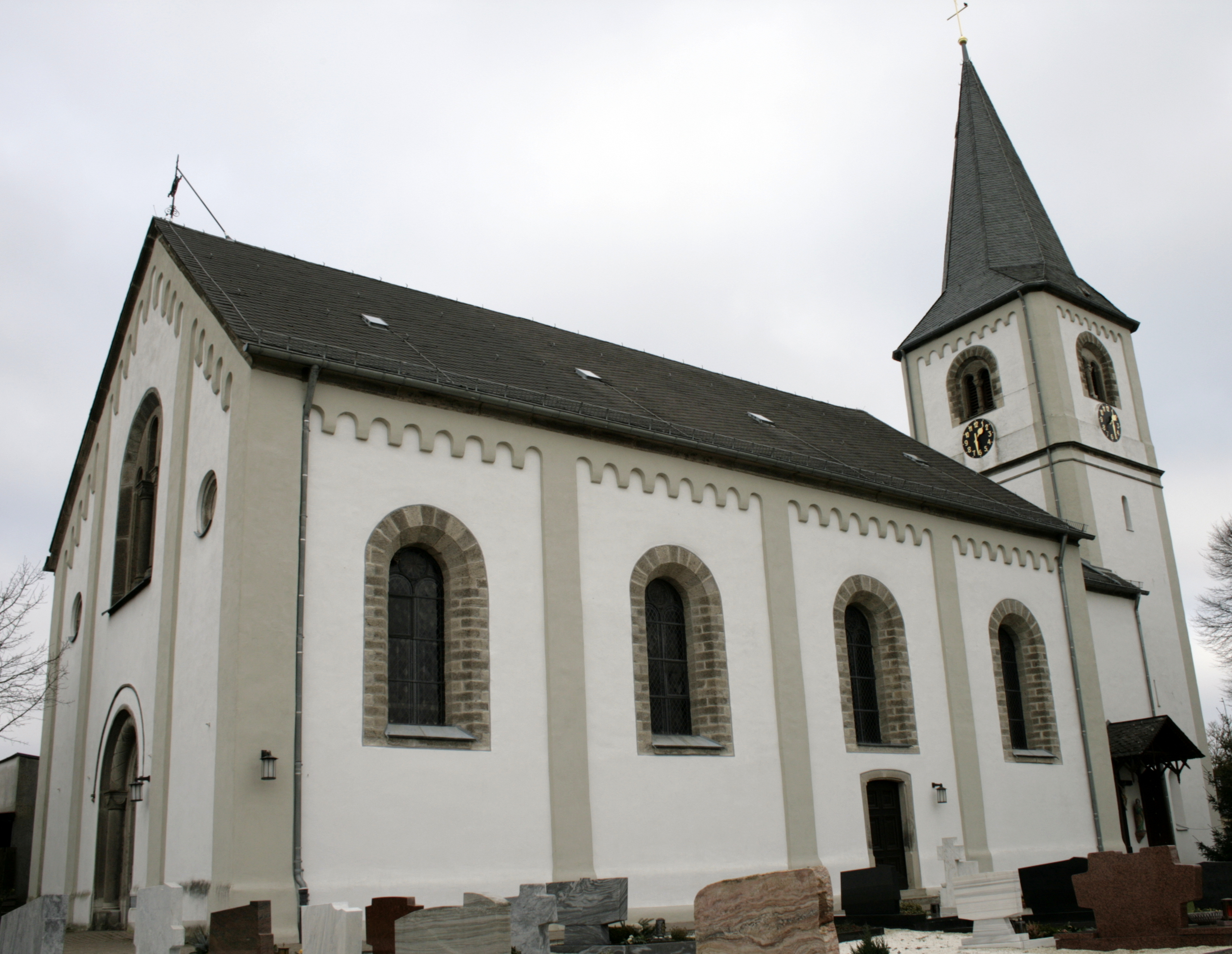
Pfarrkirche St. Leonhard in Oberweyer
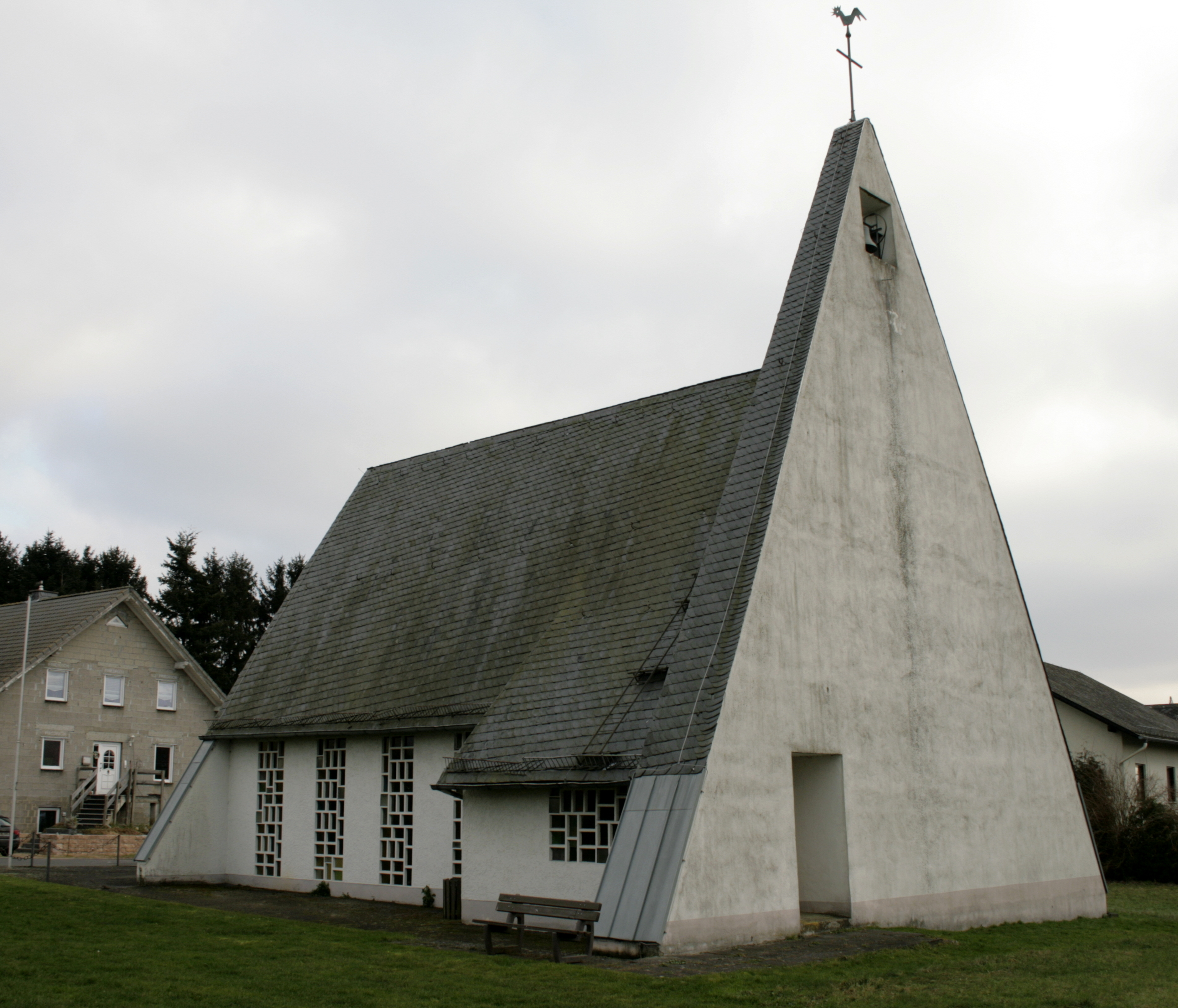
Kapelle in Niederweyer
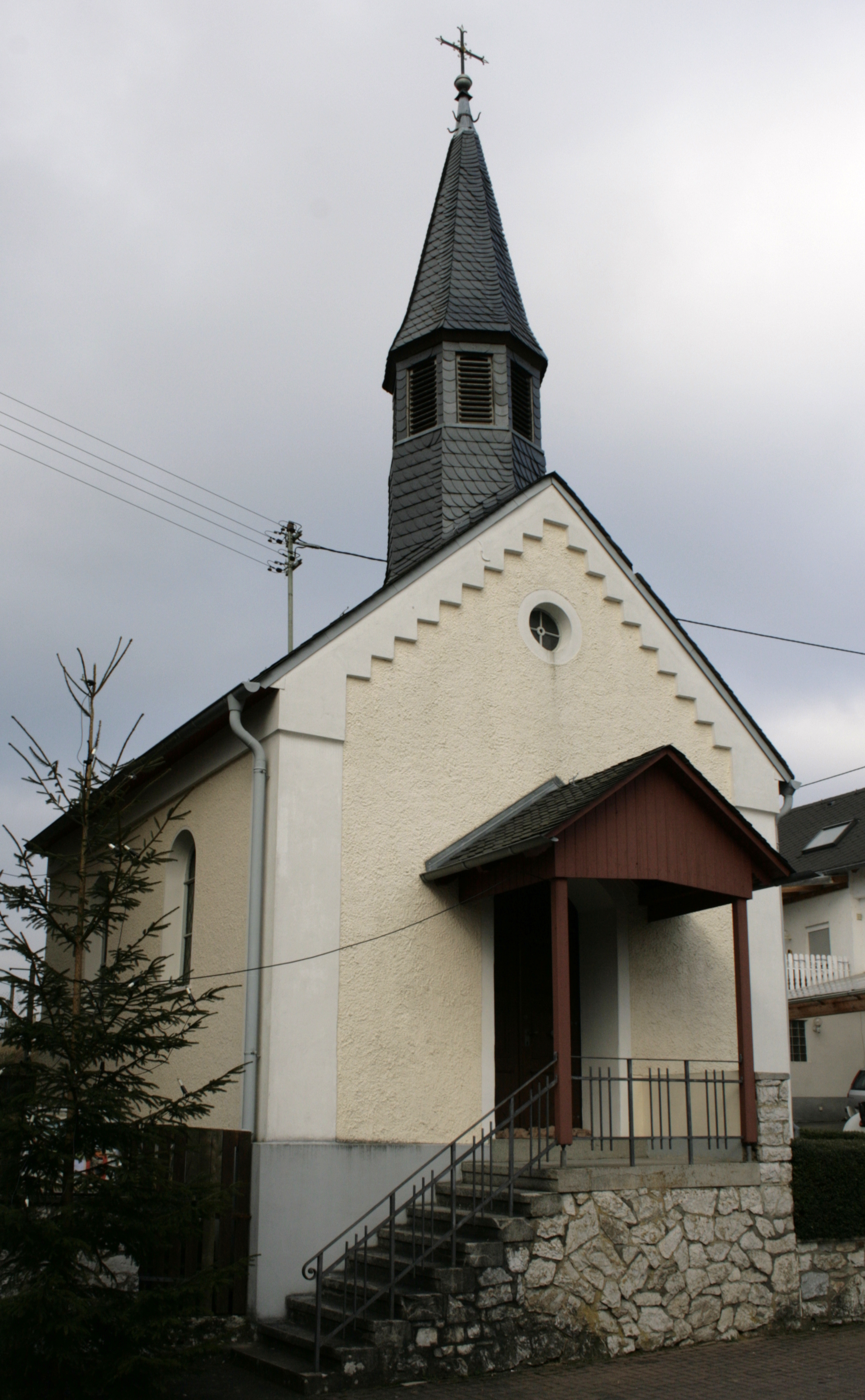
Kapelle in Faulbach
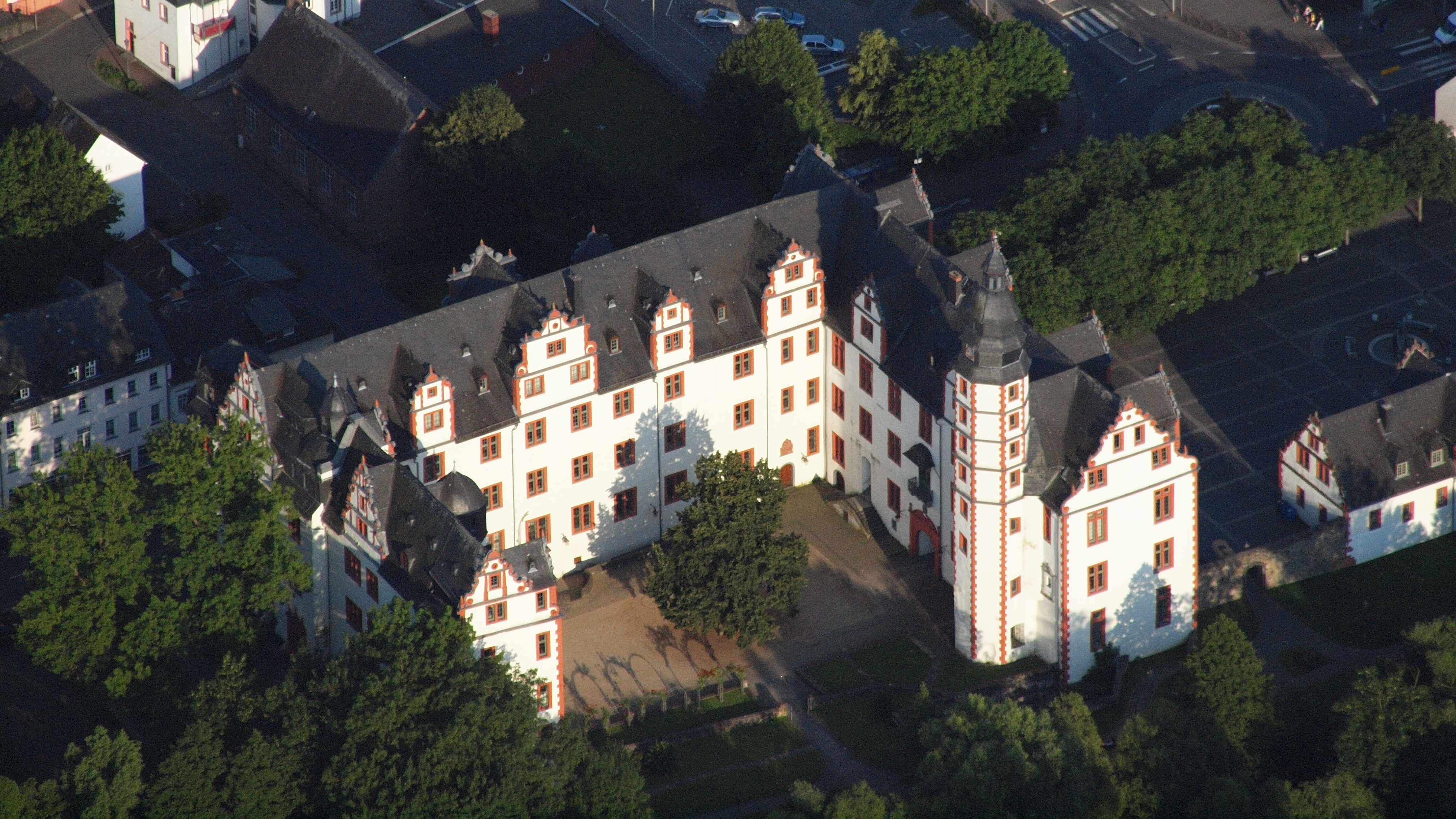
Schloss Hadamar

## Geschichte

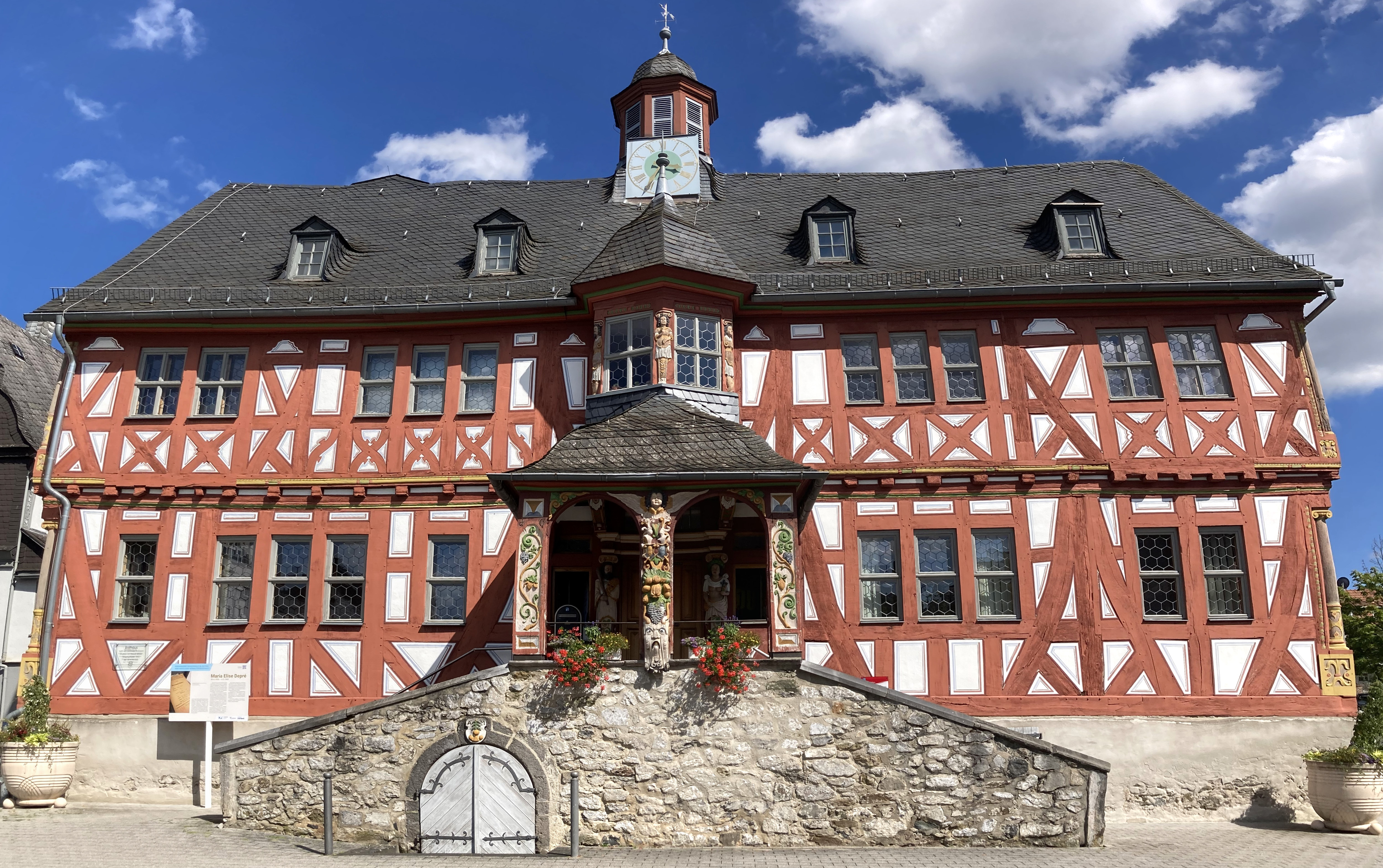
Das Hadamarer Rathaus, erbaut 1639

### Übersicht
Der Name der Stadt selbst wurde als Hatimer im Jahr 832 in einer karolingischen Tauschurkunde erstmals erwähnt. Größere Bedeutung kam der Stadt erstmals 1320 zu, als Graf Emich die ältere Linie des Hauses Nassau-Hadamar begründete und auf der Basis eines ehemaligen Klostergutes der Zisterzienser eine Wasserburg errichten ließ. 1324 erhielt Hadamar die Stadtrechte und kurz darauf eine Stadtmauer. Nach dem Aussterben der älteren Nassau-Hadamarer Linie 1394 folgten Erbauseinandersetzungen und Aufteilungen der Stadt zwischen dem Haus Nassau und anderen Adelshäusern. Am 14. März 1540 kam es zu einer verheerenden Brandkatastrophe. Bis auf drei Häuser brannte die gesamte Stadt ab.

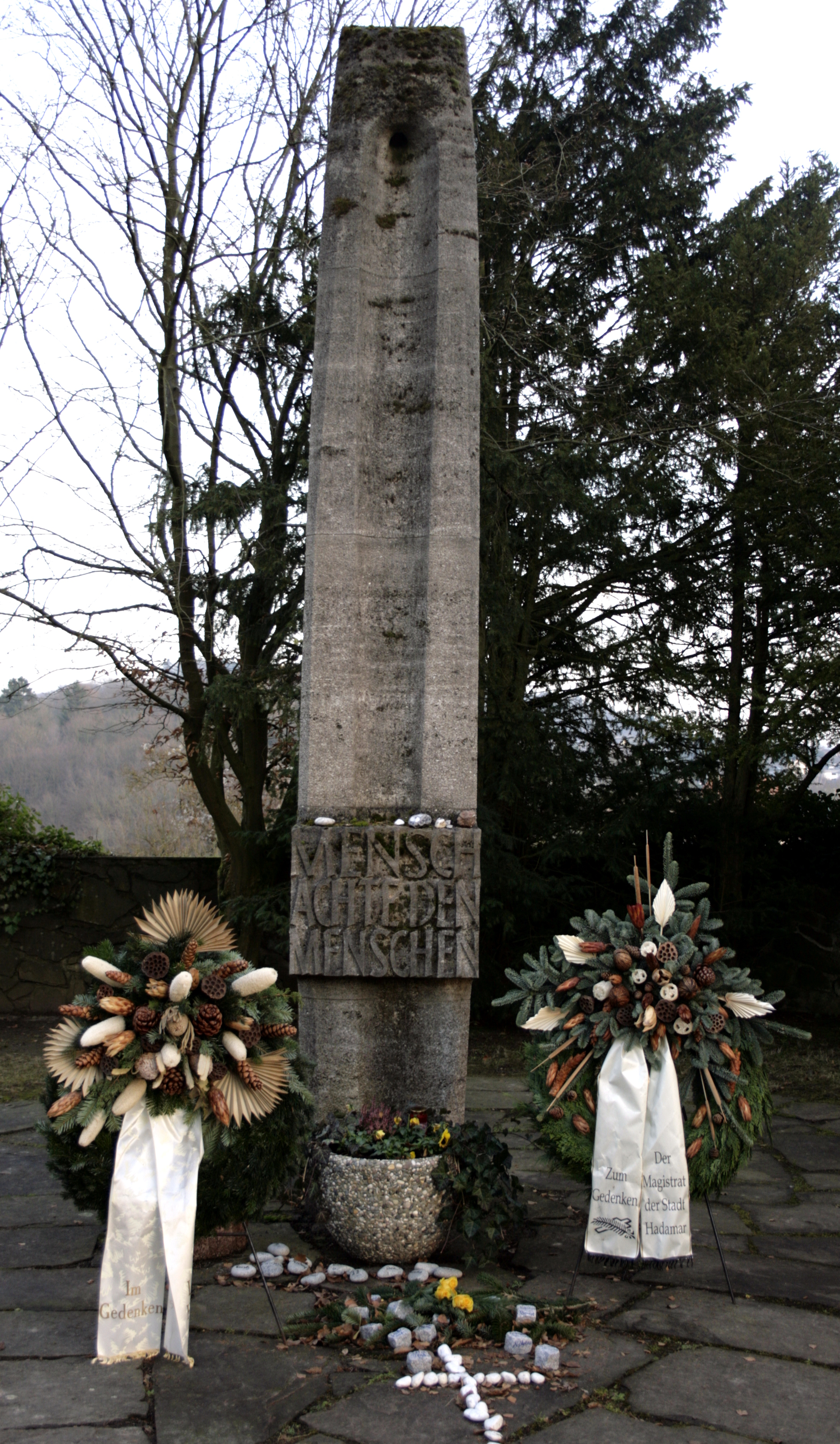
Mahnmal der Gedenkstätte Hadamar

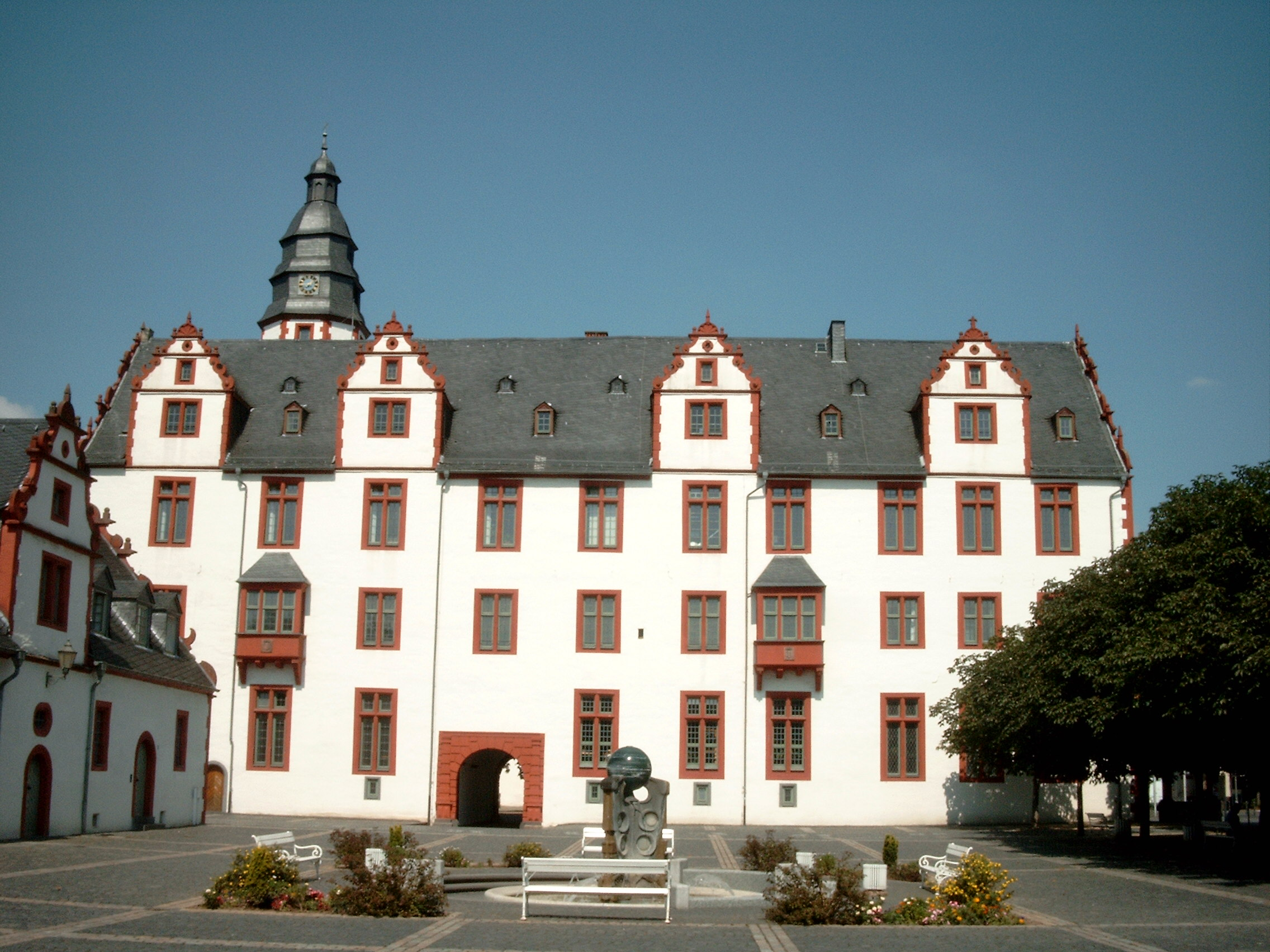
Südflügel des Schlosses

Ein umfassender Stadtumbau folgte unter dem Grafen, später Fürsten, Johann Ludwig von Nassau-Hadamar (1590–1653), der die jüngere Linie des Hauses Nassau-Hadamar begründete und Hadamar zu seiner Residenz machte. Vor allem wurden die alte Wasserburg zum barocken Schloss erweitert und mehrere katholische Orden angesiedelt. Darunter befand sich auch der Jesuitenorden, der mit seinem Kloster und Gymnasium den Grundstein für die überörtliche Bedeutung Hadamars als Schulstandort legte. Mit dem „Hadamarer Barock“ entwickelte sich in der Residenzstadt eine überörtlich bedeutsame Spielart dieser Kulturepoche.
Mit Johann Ludwigs Enkel Franz Alexander starb im Mai 1711 die jüngere Linie Nassau-Hadamar aus. Es folgte ein Streit um das Erbe zwischen den zahlreichen Zweigen des Hauses Nassau, aus dem schließlich Nassau-Diez als Sieger hervorging. Hadamar blieb Mittelpunkt für die Verwaltung mehrerer Gemeinden des Umlands. Im Jahr 1815 wurde die Stadt Teil des Herzogtums Nassau und 1866 von Preußen. 1870 wurde die Stadt an den Eisenbahnverkehr angeschlossen.
Das im Jahr 1883 gegründete psychiatrische Krankenhaus wurde von Januar 1941 bis März 1945 zur NS-Tötungsanstalt Hadamar, in der schätzungsweise mindestens 14.494 Behinderte, psychisch Kranke, so genannte „Halbjuden“ und „Ostarbeiter“ ermordet wurden. Heute erinnert eine Gedenkstätte an diese Verbrechen in der Zeit des Nationalsozialismus.
Begünstigt durch die Ansiedlung von deutschsprachigen Heimatvertriebenen aus dem Sudetenland nach dem Zweiten Weltkrieg, entstand die Erwin-Stein-Glasfachschule.

### Eingemeindungen 1971
Zum 31. Dezember 1971 wurden im Zuge der Gebietsreform in Hessen die bis dahin selbstständigen Gemeinden Niederweyer, Niederzeuzheim, Oberweyer, Oberzeuzheim und Steinbach auf freiwilliger Basis in die Stadt Hadamar eingegliedert. Für die eingegliederten Gemeinden und die Kernstadt wurden Ortsbezirke gebildet.

### Verwaltungsgeschichte im Überblick
Die folgende Liste zeigt die Staaten und Verwaltungseinheiten, denen Hadamar angehört(e):
- ab 7. Jahrhundert: Fränkisches Reich, Niederlahngau
- 12. Jahrhundert bis 1332: Heiliges Römisches Reich, Grafschaft Diez und Grafschaft Leiningen
- 1332–1394: Heiliges Römisches Reich, Grafschaft Nassau-Hadamar
- 1394–1405: Heiliges Römisches Reich, umstritten zwischen Grafschaft Nassau-Dillenburg und Grafschaft Katzenelnbogen
- 1405–1479: Heiliges Römisches Reich, Kondominat zwischen Grafschaft Nassau-Dillenburg und Grafschaft Katzenelnbogen
- 1479–1492: Heiliges Römisches Reich, Kondominat zwischen Grafschaft Nassau-Dillenburg und der Landgrafschaft Hessen (hessische Verpfändung des Anteils von 1492 bis 1557)
- 1492–1522: Heiliges Römisches Reich, Kondominat zwischen Grafschaft Nassau-Dillenburg und den Herren von Eppstein
- 1522–1535: Heiliges Römisches Reich, Kondominat zwischen Grafschaft Nassau-Dillenburg und den Herren von Königstein
- 1535–1557: Heiliges Römisches Reich, Kondominat zwischen Grafschaft Nassau-Dillenburg und den Grafen von Stolberg-Königstein
- 1557–1607: Heiliges Römisches Reich, Grafschaft Nassau-Dillenburg
- 1607–1711: Heiliges Römisches Reich, Fürstentum Nassau-Hadamar, Amt Hadamar
- 1717–1743: Heiliges Römisches Reich, Fürstentum Nassau-Dillenburg, Amt Hadamar
- 1743–1806: Heiliges Römisches Reich, Grafen von Nassau-Diez als Teil des Fürstentums Nassau-Oranien, Amt Hadamar
- 1806–1813: Großherzogtum Berg,[Anm. 2] Département Sieg, Arrondissement Dillenburg, Kanton Hadamar
- 1813–1815: Fürstentum Nassau-Oranien, Amt Hadamar
- ab 1816: Herzogtum Nassau,[Anm. 3] Amt Hadamar
- ab 1849: Herzogtum Nassau, Kreisamt Hadamar[Anm. 4]
- ab 1854: Herzogtum Nassau, Amt Hadamar
- ab 1867: Königreich Preußen,[Anm. 5] Provinz Hessen-Nassau, Regierungsbezirk Wiesbaden, Oberlahnkreis[Anm. 6]
- ab 1871: Deutsches Reich, Königreich Preußen, Provinz Hessen-Nassau, Regierungsbezirk Wiesbaden, Oberlahnkreis
- ab 1886: Deutsches Reich, Königreich Preußen, Provinz Hessen-Nassau, Regierungsbezirk Wiesbaden, Kreis Limburg
- ab 1918: Deutsches Reich (Weimarer Republik), Freistaat Preußen, Provinz Hessen-Nassau, Regierungsbezirk Wiesbaden, Kreis Limburg
- ab 1944: Deutsches Reich, Freistaat Preußen, Provinz Nassau, Kreis Limburg
- ab 1945: Amerikanische Besatzungszone,[Anm. 7] Groß-Hessen, Regierungsbezirk Wiesbaden, Kreis Limburg
- ab 1946: Amerikanische Besatzungszone, Hessen, Regierungsbezirk Wiesbaden, Kreis Limburg
- ab 1949: Bundesrepublik Deutschland, Hessen, Regierungsbezirk Wiesbaden, Kreis Limburg
- ab 1968: Bundesrepublik Deutschland, Hessen, Regierungsbezirk Darmstadt, Kreis Limburg
- ab 1974: Bundesrepublik Deutschland, Hessen, Regierungsbezirk Darmstadt, Landkreis Limburg-Weilburg
- ab 1981: Bundesrepublik Deutschland, Hessen, Regierungsbezirk Gießen, Landkreis Limburg-Weilburg

## Bevölkerung

### Einwohnerstruktur 2011
Nach den Erhebungen des Zensus 2011 lebten am Stichtag, dem 9. Mai 2011, in Hadamar 12.029 Einwohner. Nach dem Lebensalter waren 2307 Einwohner unter 18 Jahren, 5088 zwischen 18 und 49, 2412 zwischen 50 und 64 und 2223 Einwohner waren älter. Unter den Einwohnern waren 1109 (9,2 %) Ausländer, von denen 366 aus dem EU-Ausland, 544 aus anderen europäischen Ländern und 199 aus anderen Staaten kamen. Von den deutschen Einwohnern hatten 15,8 % einen Migrationshintergrund. (Bis zum Jahr 2020 erhöhte sich die Ausländerquote auf 17,4 %.) Die Einwohner lebten in 5103 Haushalten. Davon waren 1638 Singlehaushalte, 1247 Paare ohne Kinder und 1554 Paare mit Kindern, sowie 450 Alleinerziehende und 114 Wohngemeinschaften. In 1023 Haushalten lebten ausschließlich Senioren und in 3588 Haushaltungen leben keine Senioren.

### Einwohnerentwicklung
| Quelle: Historisches Ortslexikon                |
| • 1566: 0055 Häuser                             |
| • 1644: 0075 Bürger und 44 Beisassen            |
| • 1793: 0272 Häuser                             |
| • 1950: 6003 Einwohner (davon 1207 Flüchtlinge) |

| Hadamar: Einwohnerzahlen von 1810 bis 2020 | Hadamar: Einwohnerzahlen von 1810 bis 2020 | Hadamar: Einwohnerzahlen von 1810 bis 2020 | Hadamar: Einwohnerzahlen von 1810 bis 2020 | Hadamar: Einwohnerzahlen von 1810 bis 2020 |
| --- | ------------------------------------------ | ------------------------------------------ | ------------------------------------------ | ------------------------------------------ |
| Jahr |                                            |                                            |                                            | Einwohner                                  |
| 1810 | 1810                                       |                                            | 1.481                                      | 1.481                                      |
| 1817 | 1817                                       |                                            | 1.486                                      | 1.486                                      |
| 1819 | 1819                                       |                                            | 1.374                                      | 1.374                                      |
| 1829 | 1829                                       |                                            | 1.878                                      | 1.878                                      |
| 1834 | 1834                                       |                                            | 3.072                                      | 3.072                                      |
| 1840 | 1840                                       |                                            | 3.312                                      | 3.312                                      |
| 1846 | 1846                                       |                                            | 3.486                                      | 3.486                                      |
| 1852 | 1852                                       |                                            | 3.538                                      | 3.538                                      |
| 1858 | 1858                                       |                                            | 3.524                                      | 3.524                                      |
| 1864 | 1864                                       |                                            | 3.627                                      | 3.627                                      |
| 1871 | 1871                                       |                                            | 3.371                                      | 3.371                                      |
| 1875 | 1875                                       |                                            | 3.340                                      | 3.340                                      |
| 1885 | 1885                                       |                                            | 3.595                                      | 3.595                                      |
| 1895 | 1895                                       |                                            | 3.497                                      | 3.497                                      |
| 1905 | 1905                                       |                                            | 3.723                                      | 3.723                                      |
| 1910 | 1910                                       |                                            | 4.067                                      | 4.067                                      |
| 1925 | 1925                                       |                                            | 4.397                                      | 4.397                                      |
| 1939 | 1939                                       |                                            | 4.375                                      | 4.375                                      |
| 1946 | 1946                                       |                                            | 5.426                                      | 5.426                                      |
| 1950 | 1950                                       |                                            | 6.003                                      | 6.003                                      |
| 1956 | 1956                                       |                                            | 6.007                                      | 6.007                                      |
| 1961 | 1961                                       |                                            | 5.905                                      | 5.905                                      |
| 1967 | 1967                                       |                                            | 6.319                                      | 6.319                                      |
| 1970 | 1970                                       |                                            | 6.419                                      | 6.419                                      |
| 1972 | 1972                                       |                                            | 10.867                                     | 10.867                                     |
| 1975 | 1975                                       |                                            | 10.509                                     | 10.509                                     |
| 1980 | 1980                                       |                                            | 10.765                                     | 10.765                                     |
| 1985 | 1985                                       |                                            | 10.653                                     | 10.653                                     |
| 1990 | 1990                                       |                                            | 10.927                                     | 10.927                                     |
| 1995 | 1995                                       |                                            | 11.918                                     | 11.918                                     |
| 2000 | 2000                                       |                                            | 12.293                                     | 12.293                                     |
| 2005 | 2005                                       |                                            | 12.340                                     | 12.340                                     |
| 2010 | 2010                                       |                                            | 12.246                                     | 12.246                                     |
| 2011 | 2011                                       |                                            | 12.029                                     | 12.029                                     |
| 2015 | 2015                                       |                                            | 12.426                                     | 12.426                                     |
| 2020 | 2020                                       |                                            | 12.626                                     | 12.626                                     |
| Datenquelle: Historisches Gemeindeverzeichnis für Hessen: Die Bevölkerung der Gemeinden 1834 bis 1967. Wiesbaden: Hessisches Statistisches Landesamt, 1968. Weitere Quellen: LAGIS; 1972:; Hessisches Statistisches Informationssystem; Zensus 2011 Die Zahlen ab 1972 enthalten auch die eingegliederten Orte nach der Gebietsreform in Hessen. |                                            |                                            |                                            |                                            |

### Historische Religionszugehörigkeit
| • 1885: | 448 evangelische (= 19,01 %), 1803 katholische (= 76,50 %) und 106 jüdische (= 4,50 %) Einwohner |
| • 1961: | 984 evangelische (= 16,66 %), 4858 römisch-katholische (= 82,05 %) Einwohner                     |
| • 1987: | 1608 evangelische (= 15,4 %), 8096 katholische (= 77,3 %), 768 sonstige (= 7,3 %) Einwohner      |
| • 2011: | 2480 evangelische (= 20,6 %), 7070 katholische (= 58,8 %), 2480 sonstige (= 20,6 %) Einwohner    |

## Politik

### Stadtverordnetenversammlung
Die Kommunalwahl am 14. März 2021 lieferte folgendes Ergebnis, in Vergleich gesetzt zu früheren Kommunalwahlen:

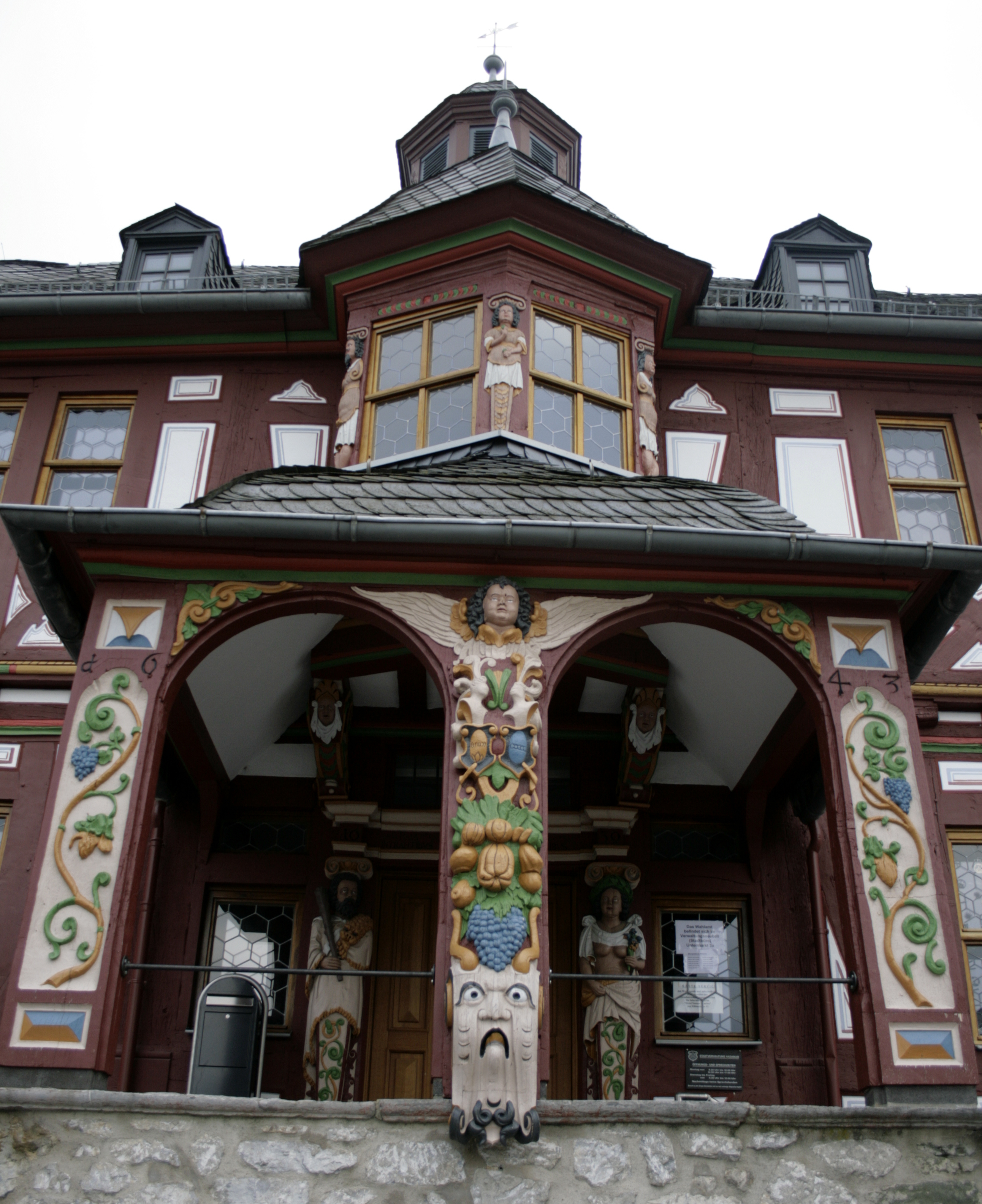
Portal des Rathauses

| Sitzverteilung in der Stadtverordnetenversammlung 2021Insgesamt 37 Sitze - SPD: 5 - Grüne: 6 - WfH: 7 - FWG: 7 - CDU: 12 | Parteien und Wählergemeinschaften | Parteien und Wählergemeinschaften           | 2021  | 2021  | 2016  | 2016  | 2011  | 2011  | 2006  | 2006  | 2001  | 2001  |
| Sitzverteilung in der Stadtverordnetenversammlung 2021Insgesamt 37 Sitze - SPD: 5 - Grüne: 6 - WfH: 7 - FWG: 7 - CDU: 12 | Parteien und Wählergemeinschaften | Parteien und Wählergemeinschaften           | %     | Sitze | %     | Sitze | %     | Sitze | %     | Sitze | %     | Sitze |
| Sitzverteilung in der Stadtverordnetenversammlung 2021Insgesamt 37 Sitze - SPD: 5 - Grüne: 6 - WfH: 7 - FWG: 7 - CDU: 12 | CDU                               | Christlich Demokratische Union Deutschlands | 31,5  | 12    | 40,7  | 15    | 42,9  | 16    | 37,0  | 14    | 50,6  | 19    |
| Sitzverteilung in der Stadtverordnetenversammlung 2021Insgesamt 37 Sitze - SPD: 5 - Grüne: 6 - WfH: 7 - FWG: 7 - CDU: 12 | FWG                               | Freie Wählergemeinschaft Hadamar            | 20,5  | 7     | 22,5  | 8     | 20,1  | 7     | 23,6  | 9     | 19,7  | 7     |
| Sitzverteilung in der Stadtverordnetenversammlung 2021Insgesamt 37 Sitze - SPD: 5 - Grüne: 6 - WfH: 7 - FWG: 7 - CDU: 12 | WfH                               | Wir für Hadamar                             | 18,2  | 7     | 16,3  | 6     | 12,5  | 5     | 22,1  | 8     | —     | —     |
| Sitzverteilung in der Stadtverordnetenversammlung 2021Insgesamt 37 Sitze - SPD: 5 - Grüne: 6 - WfH: 7 - FWG: 7 - CDU: 12 | Grüne                             | Bündnis 90/Die Grünen                       | 15,5  | 6     | –     | –     | –     | –     | –     | –     | —     | —     |
| Sitzverteilung in der Stadtverordnetenversammlung 2021Insgesamt 37 Sitze - SPD: 5 - Grüne: 6 - WfH: 7 - FWG: 7 - CDU: 12 | SPD                               | Sozialdemokratische Partei Deutschlands     | 14,3  | 5     | 20,5  | 8     | 21,0  | 8     | 17,3  | 6     | 29,7  | 11    |
| Sitzverteilung in der Stadtverordnetenversammlung 2021Insgesamt 37 Sitze - SPD: 5 - Grüne: 6 - WfH: 7 - FWG: 7 - CDU: 12 | FDP                               | Freie Demokratische Partei                  | –     | –     | —     | —     | 2,1   | 1     | —     | —     | —     | —     |
| Sitzverteilung in der Stadtverordnetenversammlung 2021Insgesamt 37 Sitze - SPD: 5 - Grüne: 6 - WfH: 7 - FWG: 7 - CDU: 12 | Linke                             | Die Linke                                   | –     | –     | —     | —     | 1,3   | 0     | —     | —     | —     | —     |
| Sitzverteilung in der Stadtverordnetenversammlung 2021Insgesamt 37 Sitze - SPD: 5 - Grüne: 6 - WfH: 7 - FWG: 7 - CDU: 12 | Gesamt                            | Gesamt                                      | 100,0 | 37    | 100,0 | 37    | 100,0 | 37    | 100,0 | 37    | 100,0 | 37    |
| Sitzverteilung in der Stadtverordnetenversammlung 2021Insgesamt 37 Sitze - SPD: 5 - Grüne: 6 - WfH: 7 - FWG: 7 - CDU: 12 | Wahlbeteiligung in %              | Wahlbeteiligung in %                        | 47,6  | 47,6  | 44,9  | 44,9  | 43,4  | 43,4  | 44,5  | 44,5  | 48,0  | 48,0  |

### Bürgermeister
Nach der hessischen Kommunalverfassung wird der Bürgermeister für eine sechsjährige Amtszeit gewählt, seit dem Jahr 1993 in einer Direktwahl, und ist Vorsitzender des Magistrats, dem in der Stadt Hadamar neben dem Bürgermeister ehrenamtlich ein Erster Stadtrat und neun weitere Stadträte angehören. Bürgermeister ist seit dem 1. November 2009 Michael Ruoff (CDU). Er wurde als Nachfolger von Hans Beresko, der nach drei Amtszeiten nicht mehr zur Wahl antrat, am 7. Juni 2009 im ersten Wahlgang bei 50,40 Prozent Wahlbeteiligung mit 61,20 Prozent der Stimmen gewählt. Es folgten zwei Wiederwahlen, zuletzt im März 2021.
Amtszeiten der Bürgermeister
- 2009–2027 Michael Ruoff (CDU)[23]
- 1991–2009 Hans Beresko[24]
- 1975–1991 Hermann Bellinger (CDU)[27]
- 19??–1975 Paul Hoffmann[27]

### Ortsbeiräte
Stadt Hadamar
Folgende Ortsbezirke mit Ortsbeirat und Ortsvorsteher nach der Hessischen Gemeindeordnung bestehen in der Stadt Hadamar: Kernstadt Hadamar (Hadamar, Niederhadamar und Faulbach) sowie die Stadtteile Niederzeuzheim, Oberzeuzheim, Steinbach, Oberweyer und Niederweyer. Die Ortsbezirke bestehen jeweils aus dem Gebiet der ehemaligen Gemeinden. Die Wahl der Ortsbeiräte erfolgt im Rahmen der Kommunalwahlen. Der Ortsbeirat wählt eines seiner Mitglieder zum Ortsvorsteher bzw. zur Ortsvorsteherin.
Kernstadt Hadamar
Der Ortsbeirat Kernstadt besteht aus sieben Mitgliedern. Bei den Kommunalwahlen in Hessen 2021 betrug die Wahlbeteiligung zum Ortsbeirat 42,22 %. Dabei wurden gewählt: ein Mitglied der SPD, drei Mitglieder der CDU, ein Mitglied des Bündnis 90/Die Grünen, ein Mitglied der „Freien Wählergemeinschaft Hadamar“ (FWG) und ein Mitglied der Liste „Wir für Hadamar“ (WfH). Der Ortsbeirat wählte Andreas Egenolf (CDU) zum Ortsvorsteher.

### Hoheitszeichen
Die Stadt Hadamar führt ein Dienstsiegel, ein Wappen und eine Flagge.

Bannerflagge

| Wappen der Stadt Hadamar | Blasonierung: „In Blau zwei gekreuzte silberne Schwerter mit goldenem Griff und goldener Parierstange begleitet von vier schwebenden silbernen Balkenkreuzen.“ |
| Wappen der Stadt Hadamar | Wappenbegründung: Das Hadamarer Stadtwappen entstammt einem Siegelbild, das Ende des 15. Jahrhunderts in der Stadt Hadamar und dem Hadamarer Land Verwendung fand. Die Kreuze im Wappen sind als Friedenssymbole und die sich kreuzenden Schwerter als Zeichen der Macht zu deuten. |

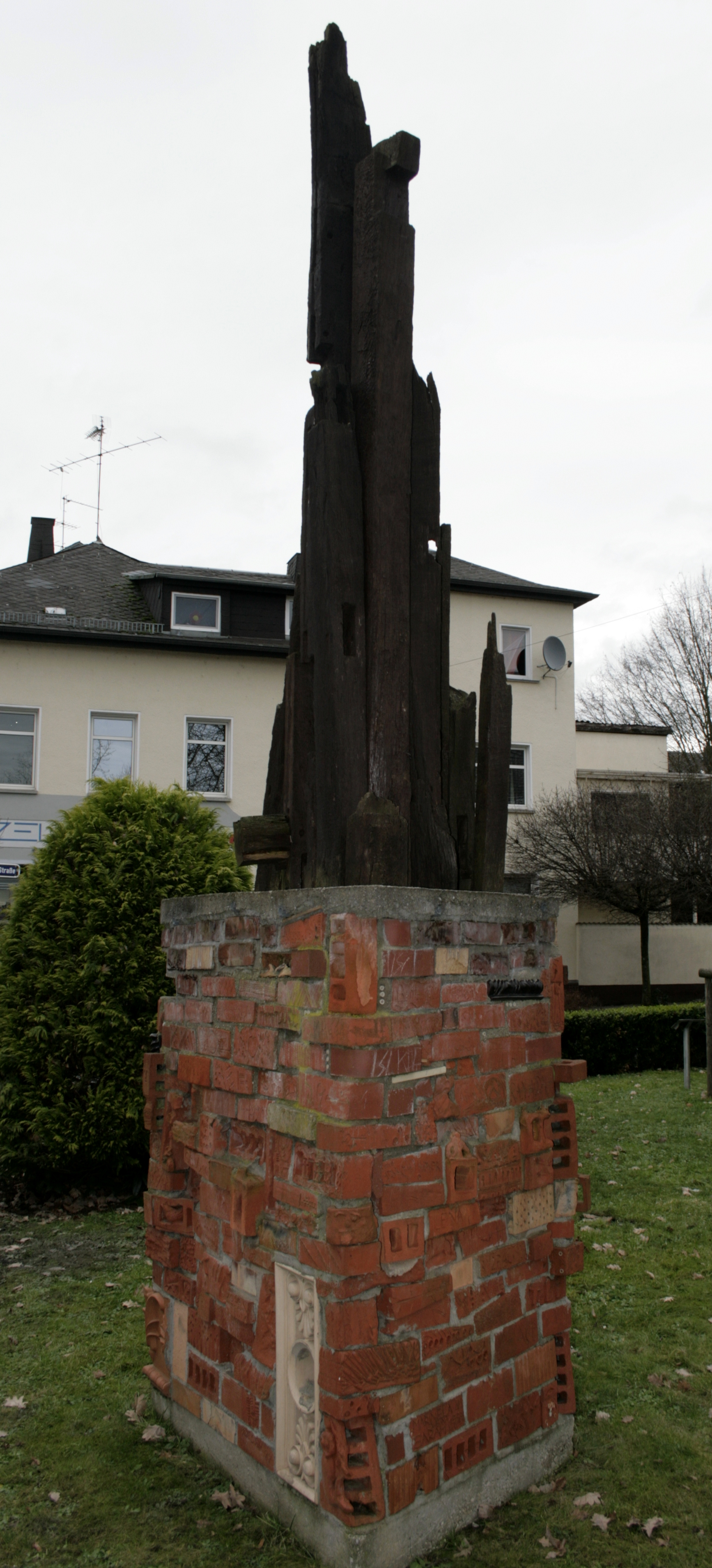
Skulptur auf dem Bellerive-Platz

### Städtepartnerschaften
- seit 1973:  Bellerive-sur-Allier, Frankreich
- seit 1991:  Impruneta, Italien

Im Oktober 1973 wurde die Städtepartnerschaft mit der französischen Stadt Bellerive-sur-Allier durch Unterzeichnung und Überreichung der Verschwisterungsurkunde besiegelt. Es wurde feierlich gelobt, die ständige Bande zwischen den Stadtverwaltungen beider Städte zu bewahren, auf allen Gebieten den Austausch ihrer Einwohner zu unterstützen und durch eine bessere gegenseitige Verständigung das wache Gefühl der europäischen Brüderlichkeit zu fördern und zur europäischen Einheit beizutragen.
Seit dem Jahre 1991 besteht auch eine Städtepartnerschaft mit der italienischen Stadt Impruneta bei Florenz.

## Kultur und Sehenswürdigkeiten

### Bauwerke
In der Altstadt haben sich zahlreiche Fachwerkgebäude erhalten, darunter das Rathaus (erbaut im Jahr 1639) und das Jesuiteninternat (frühes 17. Jahrhundert) an der Limburger Pforte.
Mehrere Kirchen wurden in Hadamar erbaut.
Die gotische Liebfrauenkirche am Elbbach wurde vor dem Jahr 1376 als gotische Hallenkirche erbaut und diente bis 1818 als Stadtkirche. Darüber hinaus war sie Ziel einer regen Marienwallfahrt. Die gotische Innenausstattung wurde während der Reformation vernichtet oder verkauft. Im Jahr 1738 wurde der heutige Hauptaltar in der barocken Bildhauerschule der Fürstenstadt geschaffen. Die „Marienglocke“, die im Turm der Liebfrauenkirche erklingt, stammt aus dem Jahr 1451 und ist damit eine der ältesten noch in Betrieb befindlichen Glocken Deutschlands.
Die barocke, heutige Stadtkirche St. Johannes Nepomuk ist Teil der Jesuitenresidenz (erbaut 1756/58).
Die im Ostflügel des Schlosses befindliche Schlosskirche ist seit 1791 die Kirche der evangelischen Kirchengemeinde Hadamar.
Die Ägidienkirche auf dem Mönchsberg war Teil des Franziskanerklosters von 1632 bis 1816. Dort sind 31 Mitglieder des Hauses Nassau-Hadamar beerdigt. Oberhalb der Altstadt befindet sich die barocke Herzenbergkapelle (erbaut um 1676), in der die Herzen der Hadamarer Fürsten bestattet sind. Alle Kirchen sind im Stil des Hadamarer Barock aufwendig ausgestaltet.
Ebenfalls ist die im Jahr 1839 erbaute Synagoge erhalten. Heute beherbergt das Gebäude eine Dauerausstellung über das jüdische Leben.
Am Rand der Altstadt direkt am Elbbach steht die ehemalige nassauische Residenz Schloss Hadamar, in deren Marstall das Stadtmuseum untergebracht ist. Im Gebiet der Stadt Hadamar haben sich mit der Steinernen Brücke und der St. Wendelinbrücke zwei alte Brücken erhalten.
Über der Stadt thront das von weitem sichtbare, imposante Konviktsgebäude.

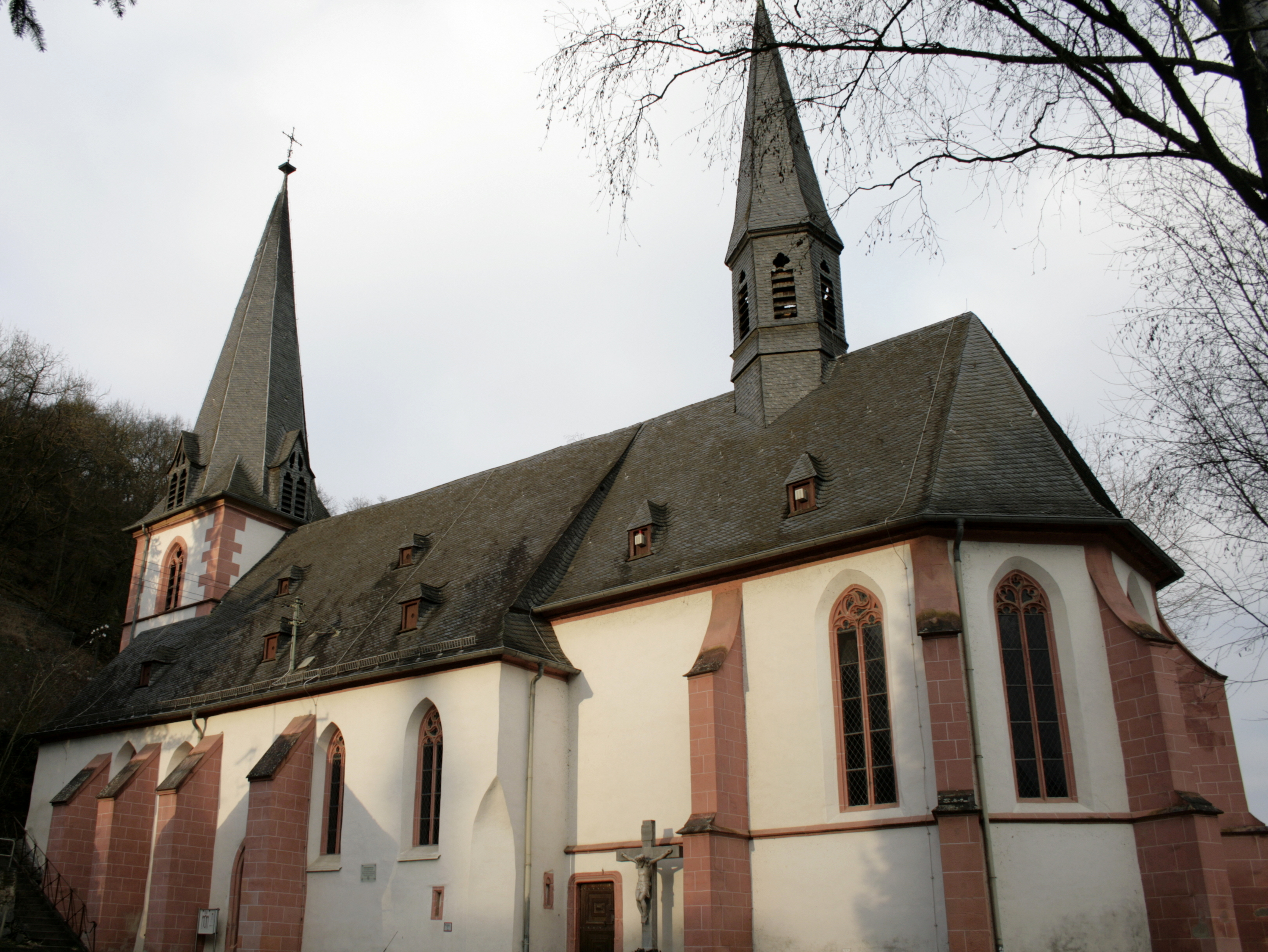
Liebfrauenkirche, Portalseite
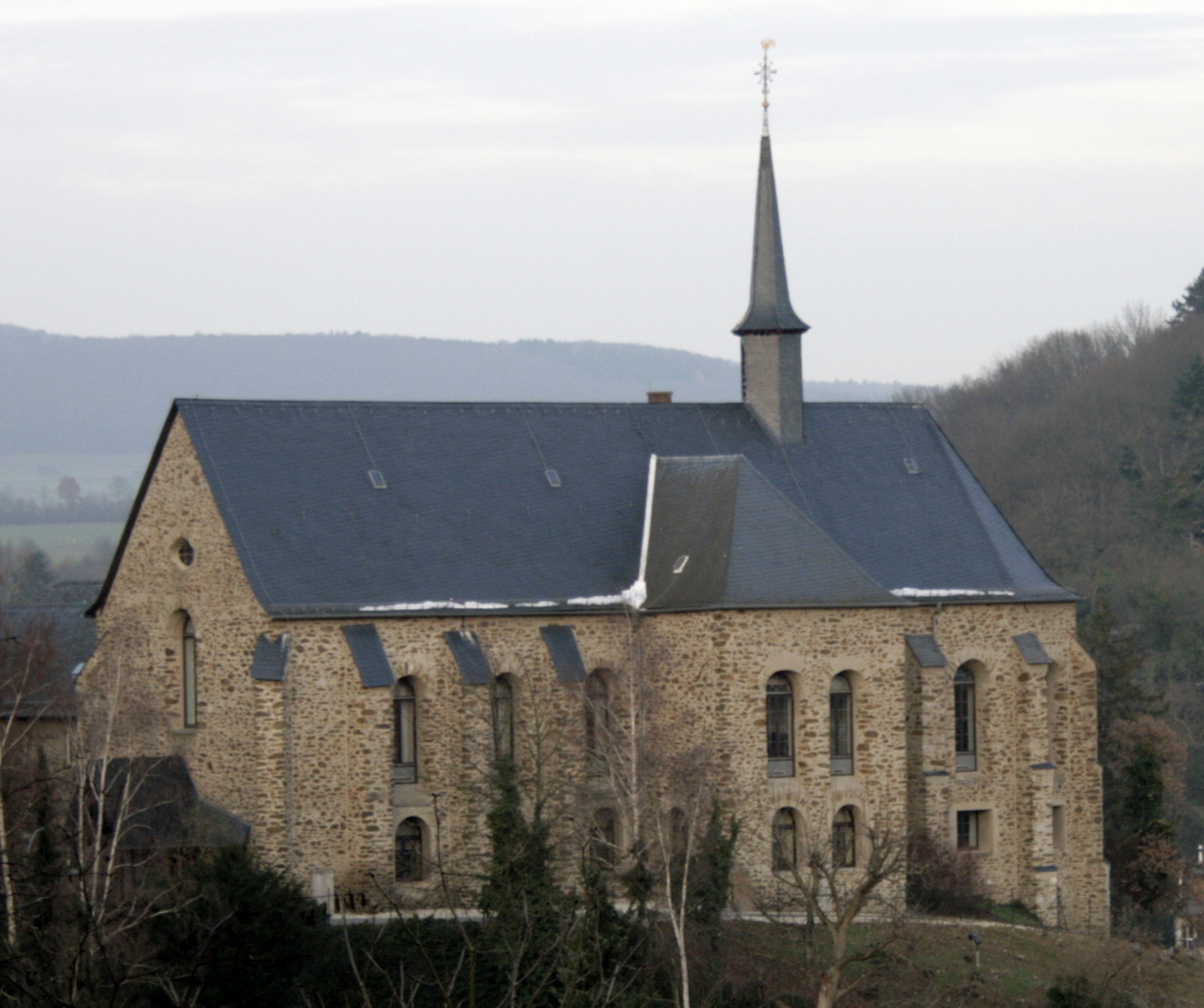
Ägidienkirche
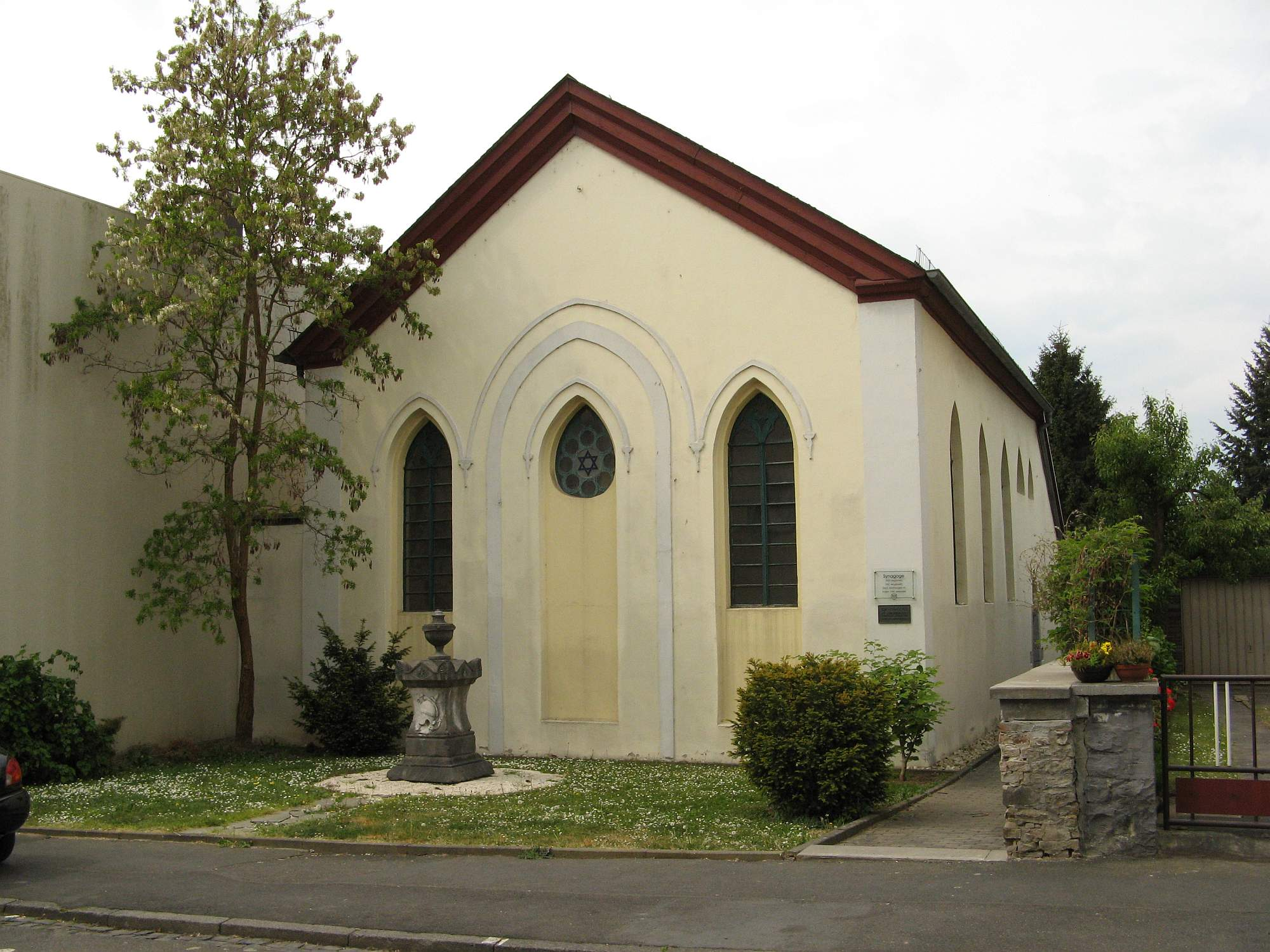
Ehemalige Synagoge
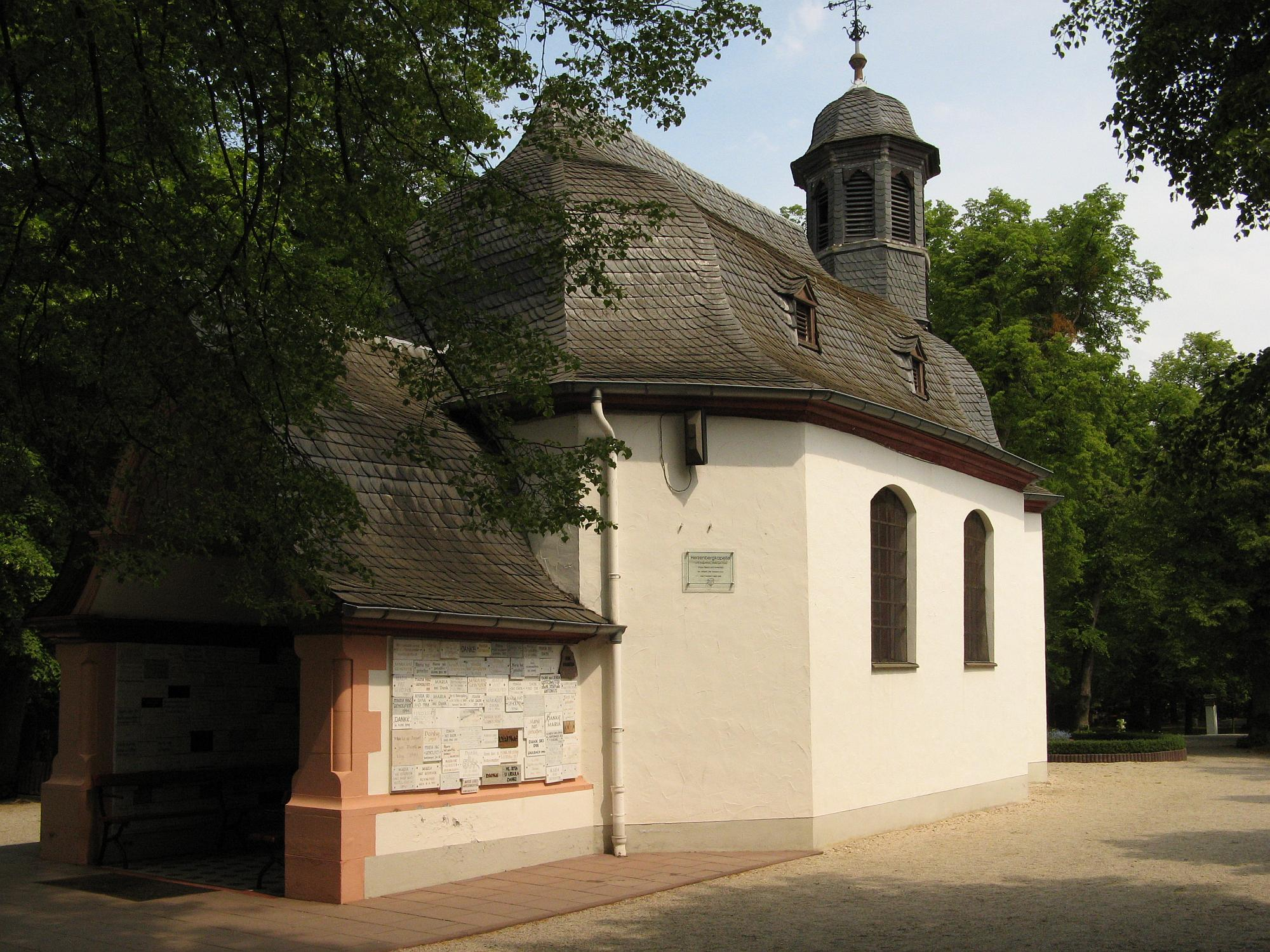
Die Herzenbergkapelle

### Parks
An der Herzenbergkapelle wurde ein Rosengarten angelegt. Auf einer Fläche von etwa 3.000 m² sind rund 2.000 Rosenstöcke von über 160 verschiedenen Sorten angepflanzt.

## Wirtschaft und Infrastruktur

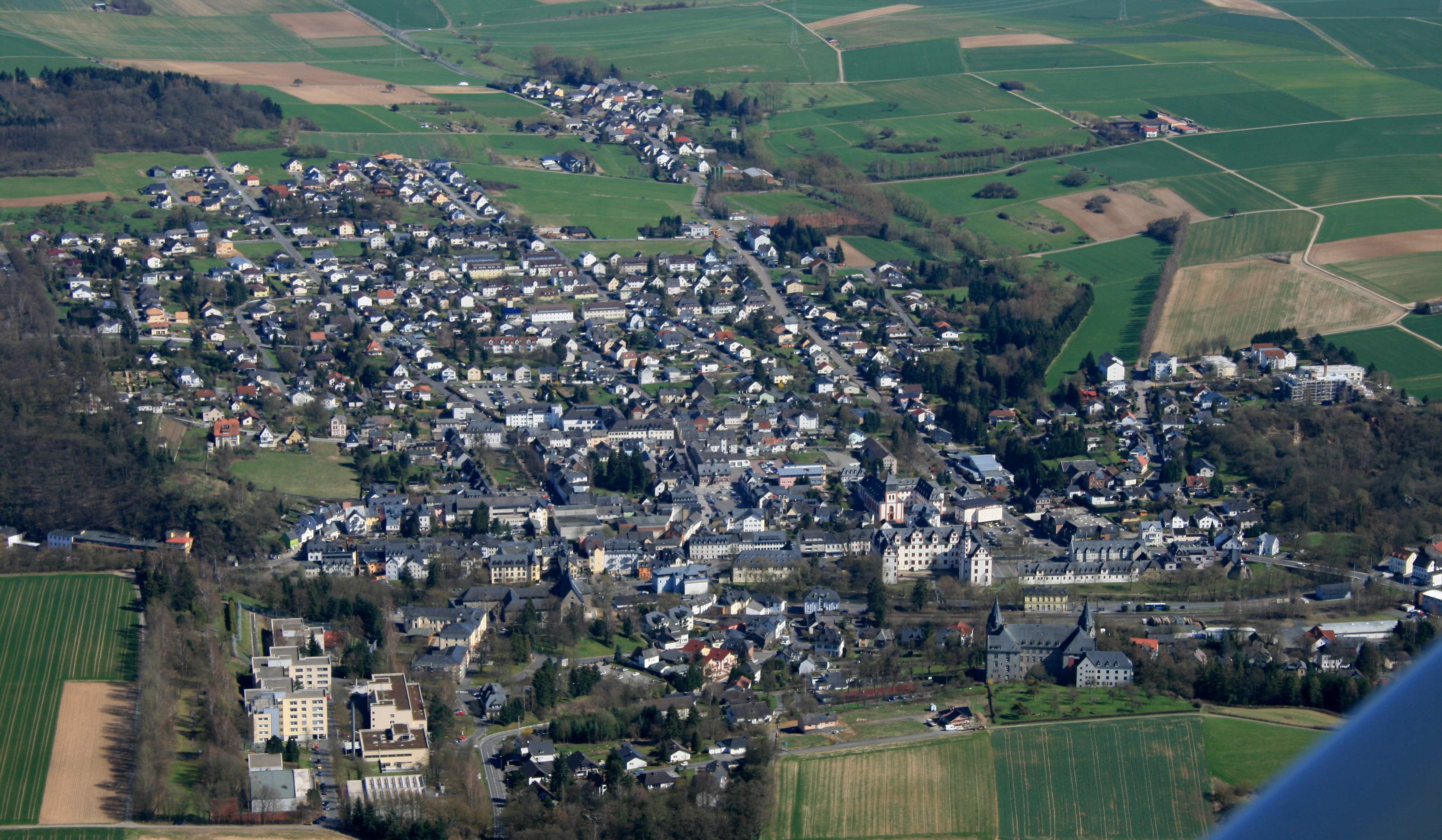
Luftaufnahme des Stadtkerns

Hadamar ist von seiner Geschichte als Verwaltungsstandort geprägt. Größere Industriebetriebe finden sich nicht. Größter Arbeitgeber in der Stadt ist das Zentrum für soziale Psychiatrie, ein psychiatrisches Krankenhaus des Landeswohlfahrtsverbandes Hessen, auf dem Mönchberg.

### Verkehr

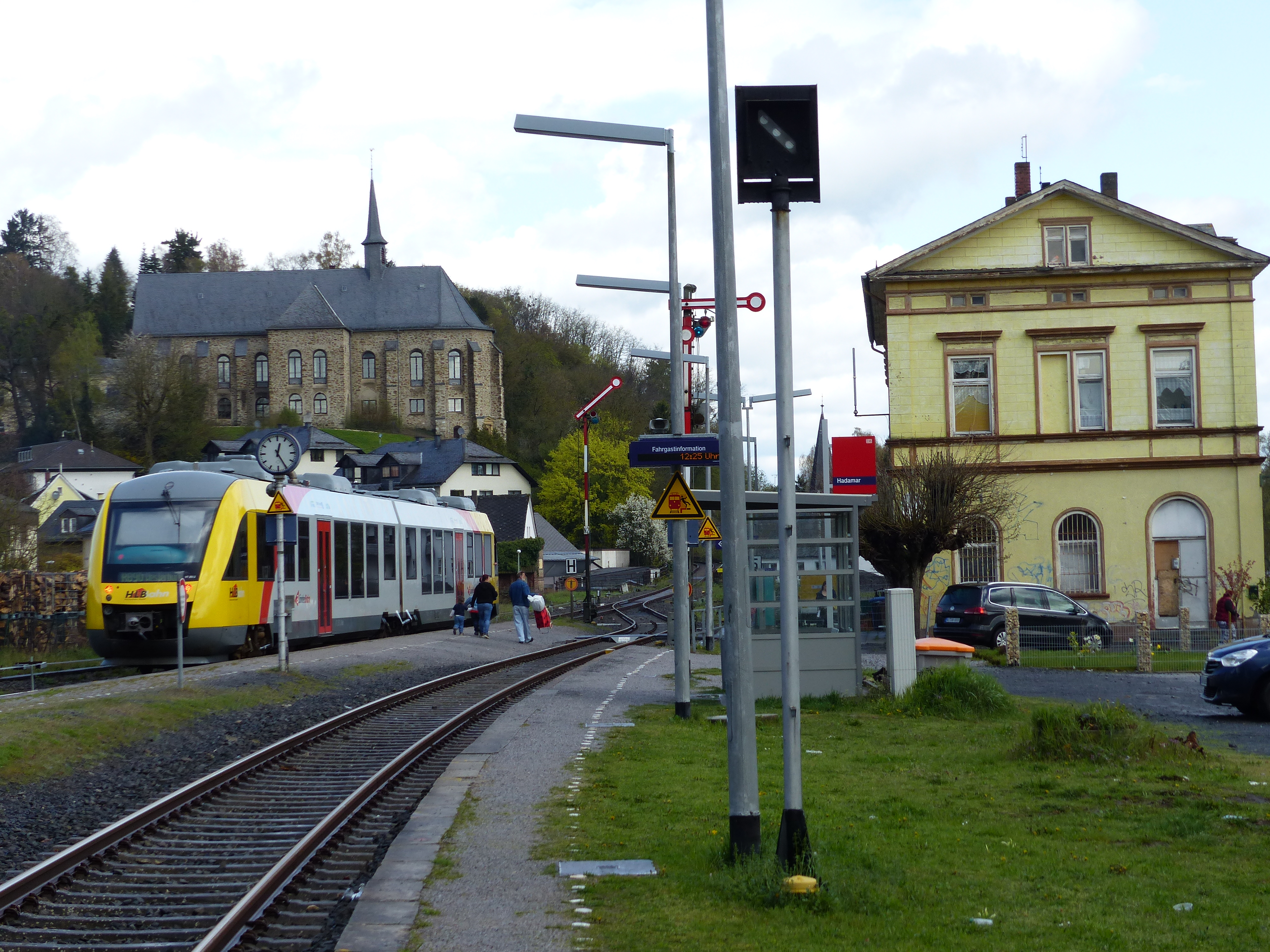
Bahnhof Hadamar

Die Stadt Hadamar liegt an der Bundesstraße 54 von Gronau über Dortmund und Siegen  nach Wiesbaden.
Hadamar liegt an der Bahnstrecke Limburg–Altenkirchen mit den Bahnhöfen Niederhadamar, Hadamar und Niederzeuzheim, welche durch die Züge der Regionalbahnlinie RB 90 (Westerwald-Sieg-Bahn) der Hessischen Landesbahn (HLB) bedient werden. Von Limburg an der Lahn sind die Städte Koblenz, Frankfurt am Main und Wiesbaden direkt zu erreichen, von Au an der Sieg aus Siegburg, Köln, Aachen in westlicher sowie Siegen in östlicher Richtung.
Der Busverkehr erfolgt im Rahmen der Verkehrsverbünde Rhein-Mosel (VRM) und Rhein-Main (RMV).

### Bildung

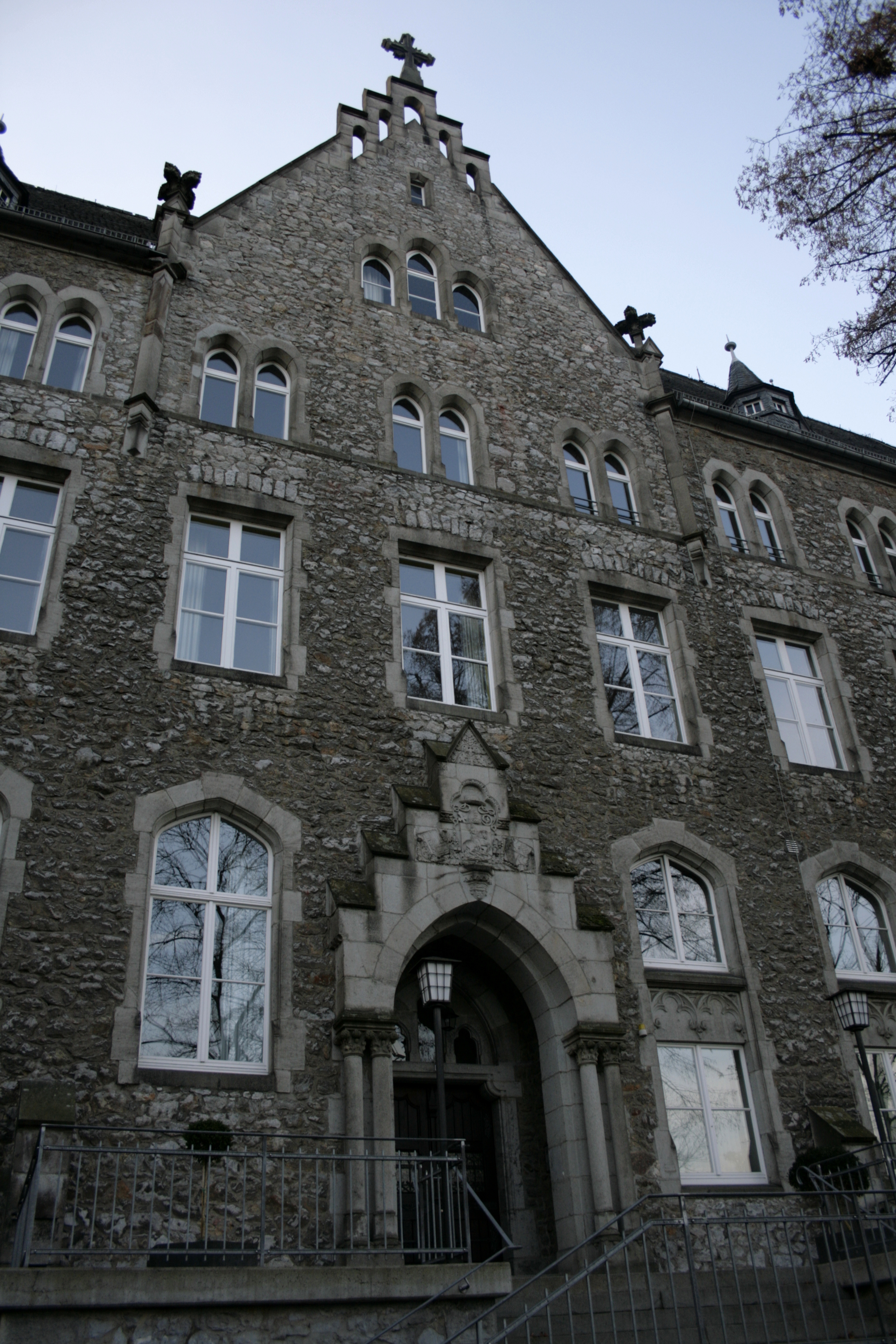
Portal des Konviktgebäudes

Im Bereich der Stadt Hadamar existieren fünf Grundschulen: Jeweils eine in Hadamar, in Niederhadamar, in Niederzeuzheim, in Oberzeuzheim und in Steinbach.
Die weiterführende Fürst-Johann-Ludwig-Schule fungiert als kooperative Gesamtschule mit Haupt-, Real- und Gymnasialzweig. Der Einzugsbereich der Fürst-Johann-Ludwig-Schule reicht weit über das Stadtgebiet von Hadamar hinaus, da diese eine der größten kooperativen Schulen in Hessen ist.
Weiterhin ist Hadamar ein Zentrum der Glaserausbildung. Die Bundesfachschule des Glaserhandwerks und die Erwin-Stein-Schule (Staatliche Glasfachschule) sind hier angesiedelt. Die Erwin-Stein-Schule ist nach Erwin Stein, einem der Väter der hessischen Landesverfassung, benannt. Seit dem Jahr 2010 beherbergt das Gesundheitszentrum St. Anna eine Berufsschule für Pflegeberufe.
Hadamar war vom Jahr 1969 bis September 2022 Sitz des Musischen Internats, der Bildungsstätte der Limburger Domsingknaben.
Die Bildungswerke Wetzlar-Lahn-Dill-Eder und Limburg mit Sitz in Hadamar sind zwei von neun Bezirksbildungswerken des Diözesanbildungswerkes Limburg.

### Einrichtungen
- Kath. Kindertagesstätte Marienfried Hadamar
- Kath. Kita/Familienzentrum St. Ursula Niederhadamar
- Ev. Kindertagesstätte Theodor Fliedner Niederhadamar
- Kath. Kindertagesstätte St. Petrus Niederzeuzheim
- Kath. Kindertagesstätte St. Leonhard Oberweyer
- Kath. Kindertagesstätte St. Antonius Oberzeuzheim
- Kath. Kindertagesstätte Maria Heimsuchung Steinbach
- Kinderkrippe Krabbelstube Bimsalasim Niederhadamar
- Interkommunale Kinderkrippe Villa Musica Hadamar
- Freiwillige Feuerwehr Hadamar, gegr. 1869 (seit 28. Februar 1978 mit Jugendfeuerwehr)
- Freiwillige Feuerwehr Niederhadamar, gegr. 1902 (seit 1. März 1973 mit Jugendfeuerwehr)
- Freiwillige Feuerwehr Niederzeuzheim, gegr. 1921 (seit 1. Januar 1970 mit Jugendfeuerwehr und seit 4. April 2009 mit Kinderfeuerwehr)
- Freiwillige Feuerwehr Oberweyer, gegr. 1928 (seit 1. Mai 1975 mit Jugendfeuerwehr)
- Freiwillige Feuerwehr Oberzeuzheim, gegr. 1929 (seit 1970 mit Musikabteilung und seit 1. September 1975 mit Jugendfeuerwehr)
- Freiwillige Feuerwehr Steinbach, gegr. 1913 (seit 14. Juni 1980 mit Jugendfeuerwehr)
- Sozialzentrum der Arbeiterwohlfahrt
- Gesundheitszentrum St. Anna mit spezialisierten Facharztpraxen und weitere medizinische, pflegerische und therapeutische Einrichtungen im Gebäude des ehemaligen Krankenhauses

### Vereine
- Karnevalsgesellschaft 1928 Hadamar e. V.
- SV Rot-Weiß Hadamar

## Persönlichkeiten

### Söhne und Töchter der Stadt

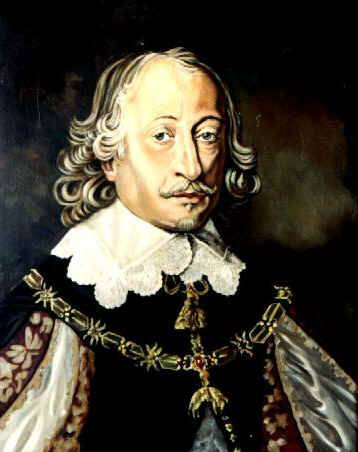
Fürst Johann Ludwig von Nassau-Hadamar

Bischof Joseph Weyland

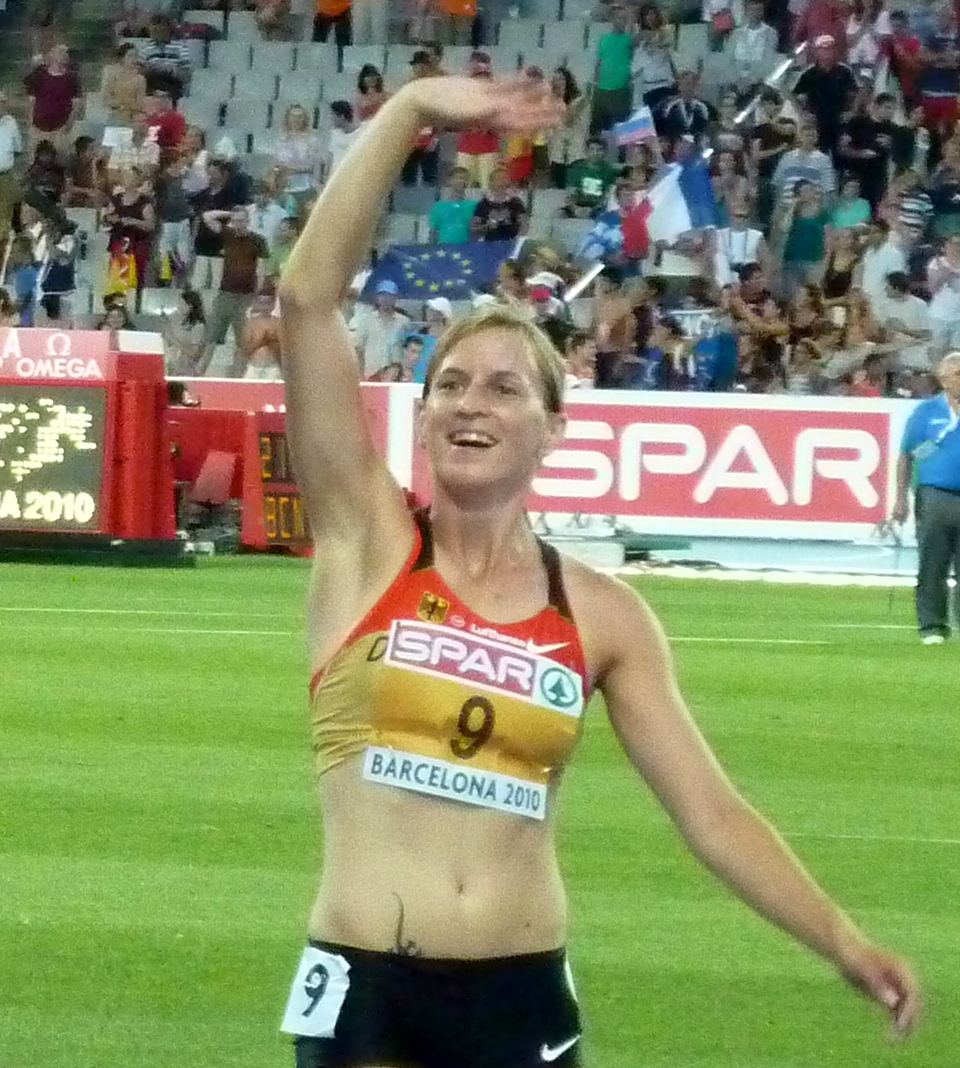
Claudia Salman-Rath

- Christian Egenolff (1502–1555), Buchdrucker
- Georg Lorich (um 1533–nach 1588), Rechtsgelehrter, Diplomat und hoher Verwaltungsbeamter in mehreren Fürstentümern des 16. Jahrhunderts
- Peter Melander von Holzappel (1589–1648), Feldherr im Dreißigjährigen Krieg
- Sofie Magdalena von Nassau-Dillenburg (1622–1658), durch Heirat Fürstin von Nassau–Dillenburg
- Moritz Heinrich von Nassau-Hadamar (1626–1679), Regent von Nassau-Hadamar
- Franz Alexander von Nassau-Hadamar (1674–1711), letzter Fürst von Nassau-Hadamar
- Albertine Johannette von Nassau-Hadamar (1679–1716), durch Heirat Fürstin von Salm
- Christian Schmidt (1708–1753), nassauischer Schreiner
- Thomas Holtzclau (1716–1783), Theologe und Hochschullehrer
- Eberhard Philipp Wolff (1773–1843), Architekt
- Johann Wilhelm Bausch (1774–1840), Bischof von Limburg
- Viktor Joseph Dewora (1774–1837), Domkapitular, Domprediger und Bischöflicher Rat in Trier
- Joseph Muth (1788–1866), Lehrer und Historiker
- Ludwig von Preuschen von und zu Liebenstein (1806–1864), Jurist, Archivar und Heraldiker
- Johann Frankenberger (1807–1874), Maler, Radierer und Lithograf
- Leonhard Diefenbach (1814–1875), Lehrer und Maler
- Karl Braun (1822–1893), Politiker
- Joseph Weyland (1826–1894), Bischof von Fulda
- Wilhelm Tripp (1835–1916), Stadtpfarrer und Domkapitular in Limburg
- Michael Emil Sachs (1836–1893), Maler
- Franz Alfred Muth (1839–1890), katholischer Geistlicher und Dichter
- Wilhelm Hartmann (Politiker, 1848) (1848–1913), deutscher Politiker, Bürgermeister von Hadamar, MdPL Hessen-Nassau
- Karl Wilhelm Diefenbach (1851–1913), Maler
- Gustav Ricker (1870–1948), Arzt und Wissenschaftler
- Karl Faust (1874–1952), Botaniker
- Franz Weyland (1883–vor 1971), Dachdeckermeister und Mitglied des Provinziallandtages der Provinz Hessen-Nassau
- Maria Mathi (1889–1961), Schriftstellerin
- Hans Günther Bastian (1944–2011), Musikpädagoge
- Thomas Balkenhol (* 1950), Autor und Filmschaffender
- Bernhard Balkenhol (* 1951), Hochschullehrer und Künstler
- Josef Blotz (* 1956), Generalmajor der Bundeswehr
- Angelika Duganisch-Neeb (* 1958), Lyrikerin
- Thomas Weikert (* 1961), Präsident des Deutschen Olympischen Sportbundes und ehemaliger Präsident des Deutschen Tischtennis-Bundes sowie des Tischtennis-Weltverbandes ITTF
- Markus Graulich (* 1964), Ordensgeistlicher und Kirchenrechtler
- Frank Saliger (* 1964), Rechtswissenschaftler, Hochschullehrer
- Joachim Valentin (* 1965), römisch-katholischer Theologe
- Udo Noll (* 1966), Medienkünstler
- Volker Heun (* 1968), Finanzexperte, Buchautor und Herausgeber der Fachzeitschrift World Economist
- Wolfgang Blösel (* 1969), Historiker und Hochschullehrer
- Ruth Stock-Homburg (* 1972), Professorin für Betriebswirtschaftslehre
- Christof May (1973–2022), römisch-katholischer Priester, Domkapitular
- Stefan Michels (* 1986), evangelischer Theologe und Kirchenhistoriker
- Marcel Reichwein (* 1986), Fußballspieler
- Claudia Salman-Rath (* 1986), Siebenkämpferin
- André Rudersdorf (* 1995), Automobilrennfahrer

### Persönlichkeiten, die in Hadamar gewirkt haben
- Johann Ludwig von Nassau-Hadamar (1590–1653), Regent, kaiserlicher Bevollmächtigter und Unterzeichner des Friedensvertrages zum Westfälischen Frieden
- Joseph Kehrein (1808–1876), Philologe, stellvertretender Direktor des Gymnasiums in Hadamar
- Carl Wirth (1810–1880), nassauischer Landtagspräsident und Amtmann in Hadamar
- Ernst Moritz Engert (1892–1986), Silhouettenkünstler und Maler
- Erhard Theodor Astler (1914–1998), Maler, Grafiker und Zeichner; Lehrbeauftragter an der Glasfachschule Hadamar
- Ludwig Wollenheit (* 1915), deutscher Maler und Zeichner; Lehrbeauftragter an der Glasfachschule Hadamar
- Josef Welzel (1927–2014), deutscher Experimentalarchäologe und Glaskünstler
- Hermann Bellinger (* 1926), Ehrenbürger und Ehrenbürgermeister

### Sonstige Persönlichkeiten
- Anke Olschewski (* 1962), Tischtennisspielerin, lebt in Hadamar
- Rea Garvey (* 1973), irischer Sänger und Gitarrist, lebt neben Berlin mit seiner Ehefrau in deren Heimat Hadamar